# Andrea Palladio
Andrea da Pietro della Góndola, més conegut com a Andrea Palladio (30 de novembre de 1508 – 19 d'agost de 1580), fou un arquitecte venecià.
Projectà nombroses vil·les i palaus, especialment a Venècia, Vicenza i als seus voltants, on moltes de les seves obres són protegides per la UNESCO com a Patrimoni de la Humanitat.
Palladio, influït per l'arquitectura grega i romana, principalment Vitruvi, és àmpliament considerat com l'arquitecte més influent i més imitat de tota la Història de l'Arquitectura a Occident. De fet, els centenars i milers de cases, esglésies, edificis públics amb façanes simètriques i semicolumnes adossades, rematats per un frontó, deriven d'una forma o altra dels dissenys d'Andrea Palladio.
Durant moltes generacions i per part de moltes escoles d'arquitectura, particularment al món anglosaxó, s'ha considerat la seva arquitectura com el paradigma de la tradició clàssica.

## Biografia
Palladio va néixer el 30 de novembre de 1508 a Pàdua, ciutat que llavors formava part de la República de Venècia, i va rebre el nom d'Andrea di Pietro della Gondola. El seu pare, Pietro della Gondola , era moliner. Des de ben jove, Andrea Palladio es va introduir enel món de la construcció. Quan tenia tretze anys, el seu pare va organitzar que fos un aprenent de picapedrer durant un període de sis anys al taller de Bartolomeo Cavazza da Sossano, un escultor conegut, els projectes del qual incloïen l'altar a l'església de Santa Maria dei Carmini de Pàdua. Es diu que Bartolomeo Cavazza va imposar unes condicions de treball particularment dures: Palladio va fugir del taller l'abril de 1523 i va anar a Vicenza, però es va veure obligat a tornar per complir el seu contracte. El 1524, quan es va acabar el contracte, es va traslladar definitivament a Vicenza, on va residir la major part de la seva vida. Va esdevenir ajudant d'un destacat picapedrer, Giovanni di Giacomo da Porlezza a Pedemuro San Biagio, on es va unir al gremi de picapedrers i paletes. Va ser emprat com a picapedrer per fer monuments i escultures decoratives.
La seva carrera va ser excepcional fins al 1538–39; quan va arribar als trenta anys, va ser emprat pel poeta i erudit humanista Gian Giorgio Trissino per reconstruir la seva residència, la Villa Trissino a Cricoli. Trissino es va dedicar profundament a l'estudi de l'arquitectura romana antiga, particularment a l'obra de Vitruvi, que havia estat disponible en format imprès el 1486. El 1540, Palladio va rebre finalment el títol formal d'arquitecte. El 1541 va fer un primer viatge a Roma, acompanyat de Trissino, per veure de primera mà els monuments clàssics. Va fer un altre viatge més llarg a Roma amb Trissino des de la tardor de 1545 fins als primers mesos de 1546, i després un altre viatge entre 1546-1547. També va visitar i estudiar les obres romanes a Tivoli, Palestrina i Albano.
Trissino va exposar Palladio a la història i les arts de Roma, cosa que li va inspirar per als seus futurs edificis. El 1554 publicaria guies dels monuments i esglésies antigues de la ciutat. Trissino també li va donar el nom pel qual es va donar a conèixer, Palladio, una al·lusió a la deessa grega de la saviesa Palas Atenea i a un personatge d'una obra de Trissino. La paraula Palladio significa savi.

## Obres principals

### Vil·les antigues

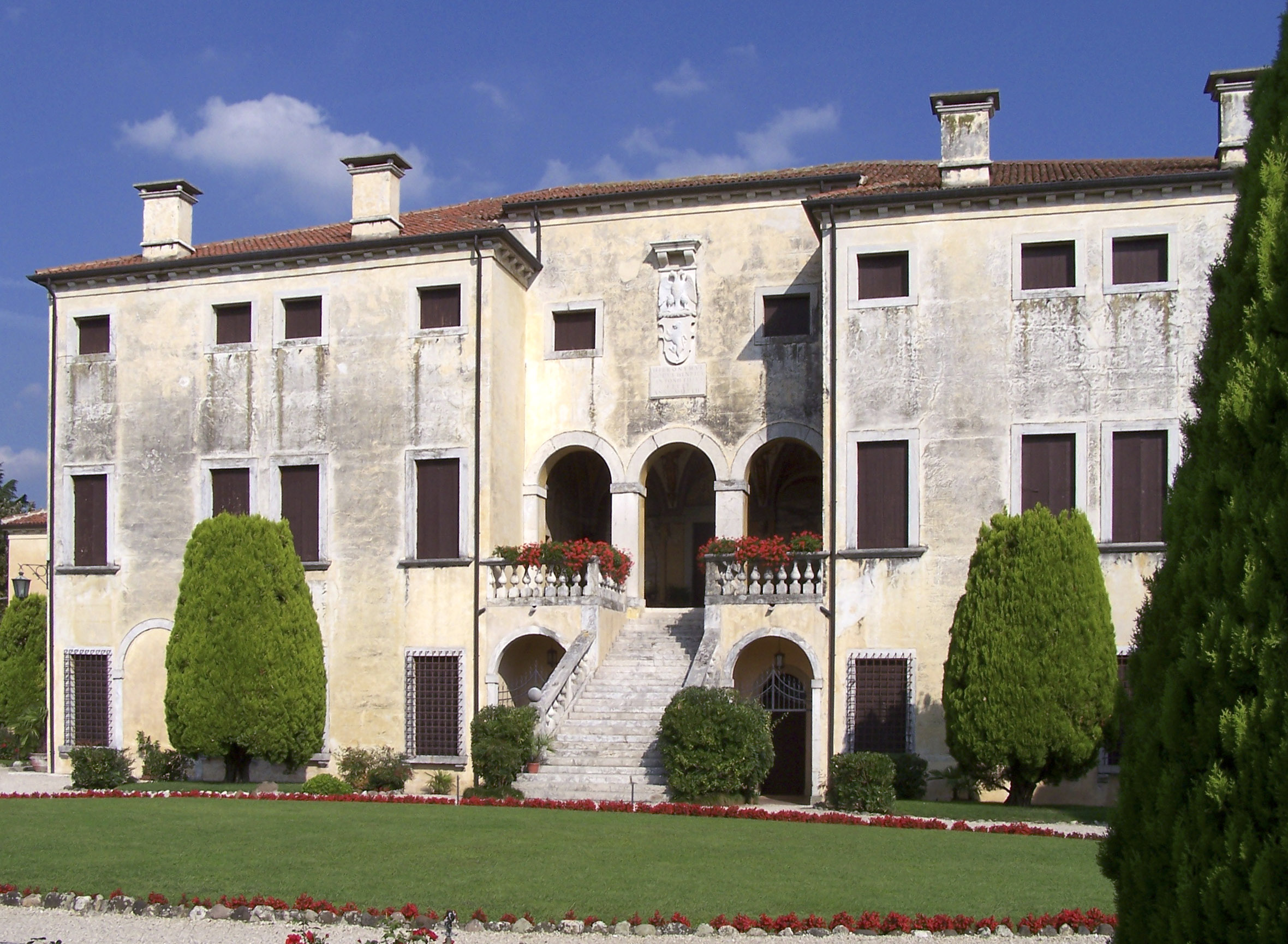
Una de les primeres obres de Palladio, Villa Godi (començada el 1537)
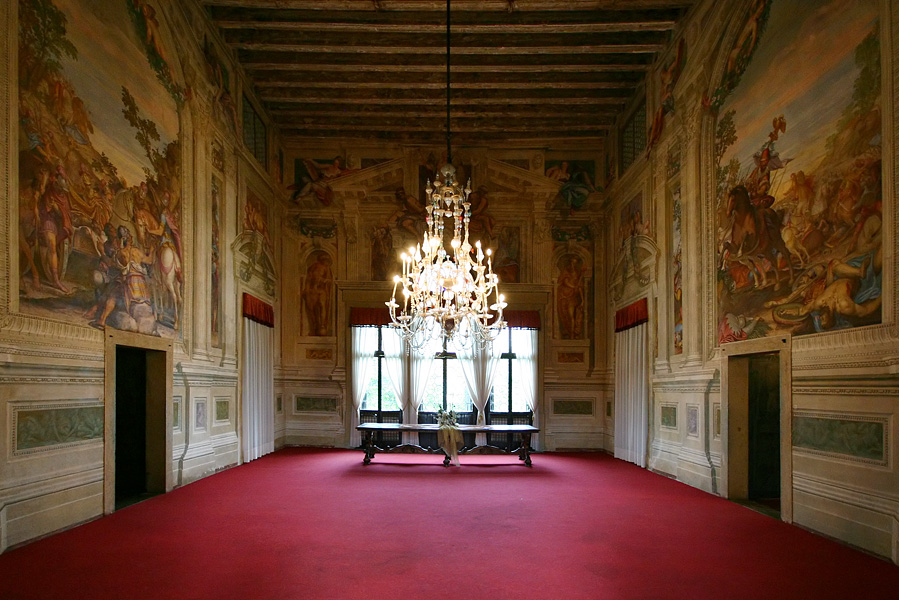
Sala de les Muses de la Villa Godi (1537-1542)
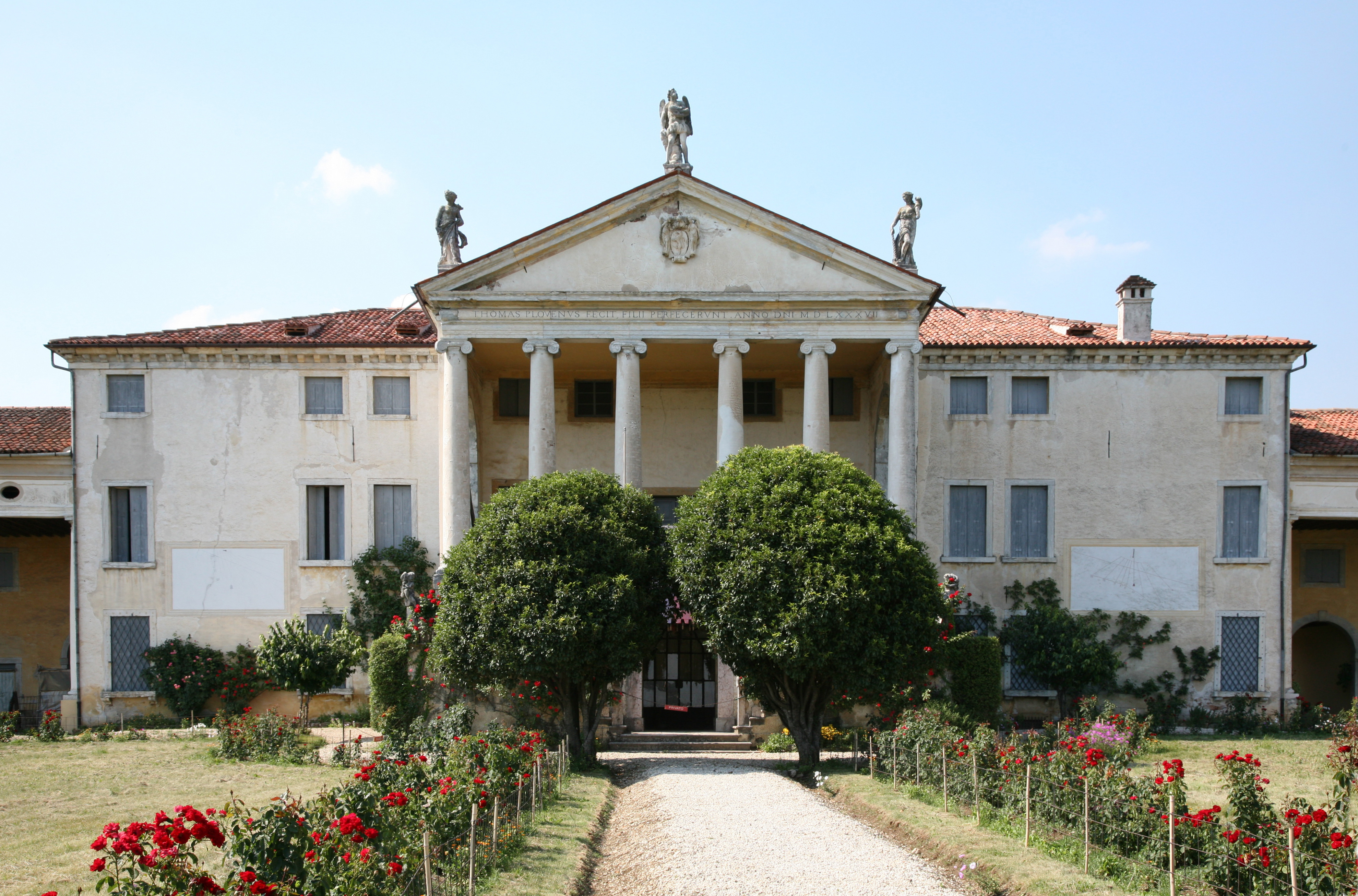
Villa Piovene (1539)
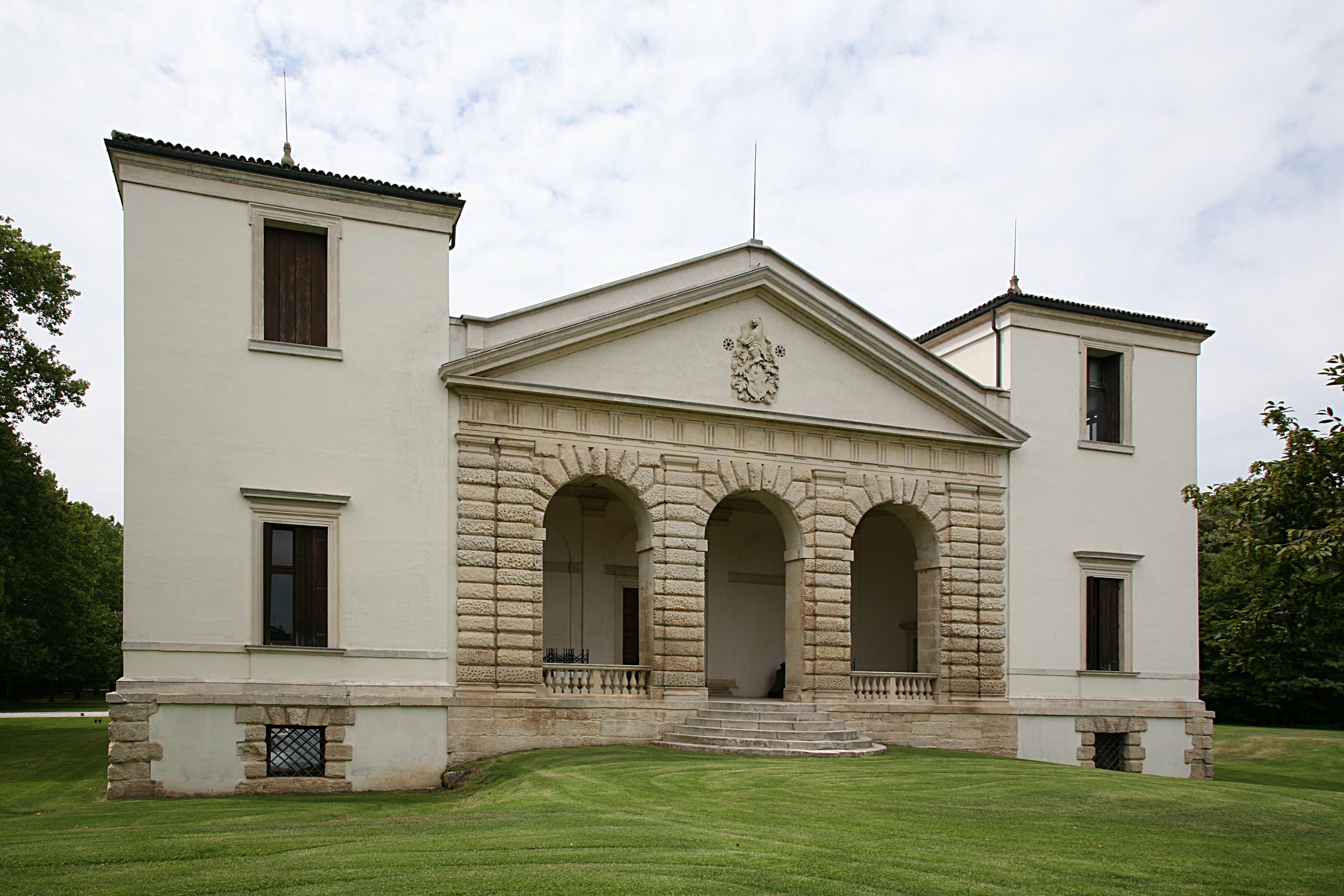
Villa Pisani, Bagnolo (1542)

Els seus primers treballs inclouen una sèrie de vil·les al voltant de Vicenza. Algunes vegades eren influïdes per l'obra del seu predecessor, Giulio Romano, i eren similars a la vil·la del seu patró, Gian Giorgio Trissino, a Cricoli, per a la qual havia construït un afegit abans del seu primer viatge a Roma.
La primera de les seves vil·les es considera generalment la Villa Godi (començada el 1537). Aquest disseny ja mostrava l'originalitat de la concepció de Palladio. Hi ha un bloc central flanquejat per dues ales, el bloc central és encastat i les dues ales queden avançades i més destacades. Dins del bloc central, el piano nobile o planta principal s'obria a una loggia amb una triple arcada, a la qual s'accedia per una escala central. Al revers de l'edifici, la galeria arrodonida es projecta cap al jardí. Palladio va fer nombrosos canvis i addicions al llarg dels anys, afegint-hi luxosos frescos emmarcats per columnes clàssiques al Saló de les Muses de la Villa Godi a la dècada de 1550.
En els seus primers treballs a Vicenza a la dècada de 1540, de vegades imitava l'obra del seu predecessor Giulio Romano, però en fer-ho va afegir-hi les seves pròpies idees i variacions. N'és un exemple el Palazzo Thiene de Vicenza, que Romano havia començat, però que, després de la mort d'aquest, Palladio va completar. És la primera casa grossa que va realitzar. Va utilitzar la idea de Romano per a finestres emmarcades per mènsules de pedra, una escala de carreus, però Palladio va donar a la façana feixuga una nova lleugeresa i gràcia.
Diverses altres vil·les d'aquesta època s'atribueixen a Palladio, inclosa la Villa Piovene (1539) i la Villa Pisani (1542). De la Villa Pisani, només en queda l'estructura central del pla original. La lògia està oberta per tres arcades sota un fris, sota un frontó. L'interior de la sala principal té un sostre de volta de canó luxosament decorat amb murals de temes mitològics.

### Palaus urbans
Una de les obres més importants del seu primer període és la Basílica Palladiana de Vicenza (1546), el palau del govern de la ciutat. Palladio la va anomenar basílica, perquè trobava que les funcions i la forma d'un ajuntament modern s'assemblaven a les d'una antiga basílica romana. No va construir l'edifici des del principi, sinó que va afegir lògies de dos pisos a l'exterior d'un edifici antic, que havia estat acabat el 1459. Per a la façana, Palladio va fer un ús harmònic de dos nivells d'arcades amb arcs i columnes arrodonides, que van obrir l'exterior de l'edifici al pati interior. Les arcades eren dividides per columnes i petites finestres circulars (òculs), amb una gran varietat i riquesa de detalls decoratius. L'edifici no es va acabar fins al 1617, després de la mort de Palladio. El seu disseny va tenir una influència notable en molts edificis d'Europa, des de Portugal fins a Alemanya.

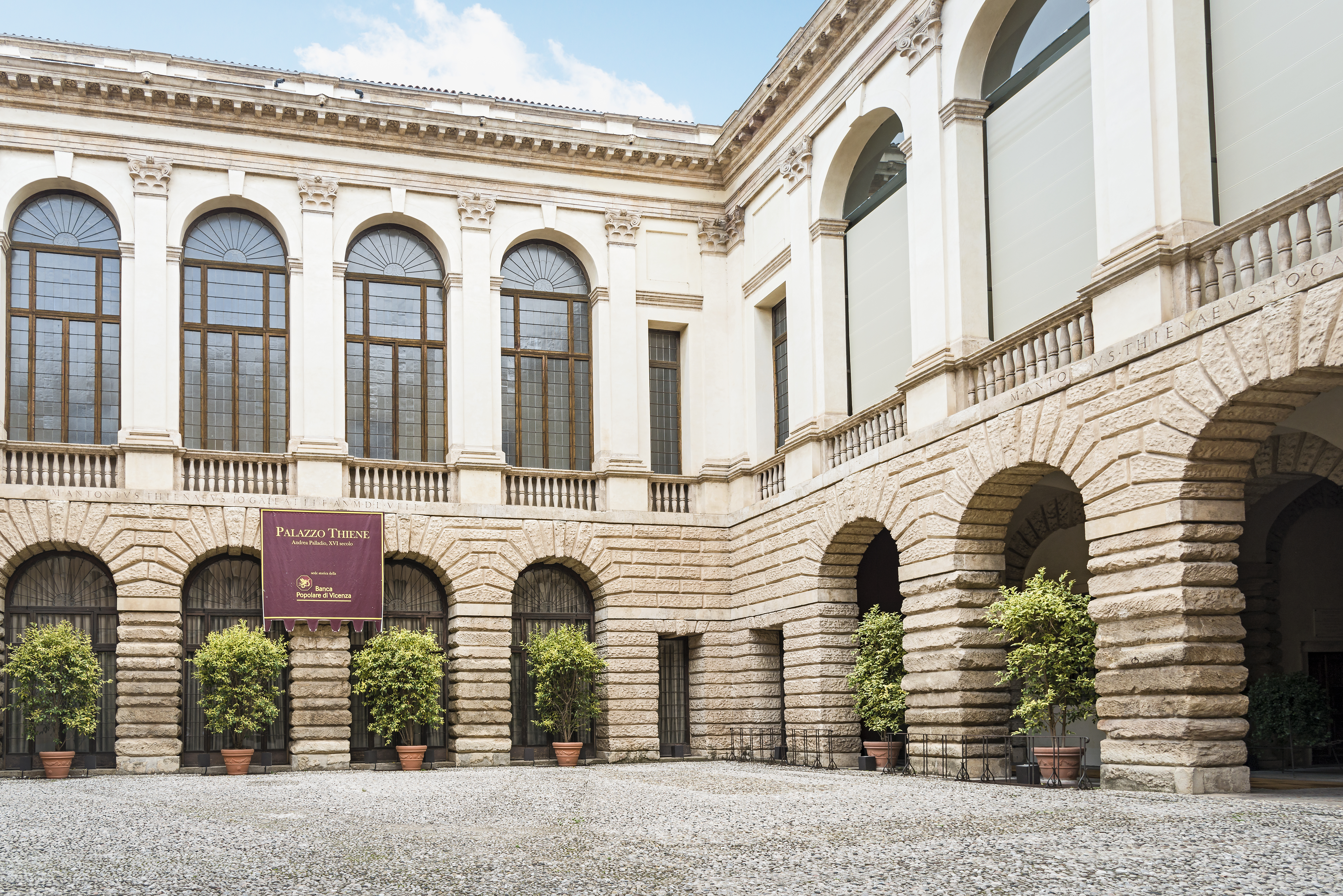
Palazzo Thiene (1542-1558), (començat per Giulio Romano, revisat i completat per Palladio)
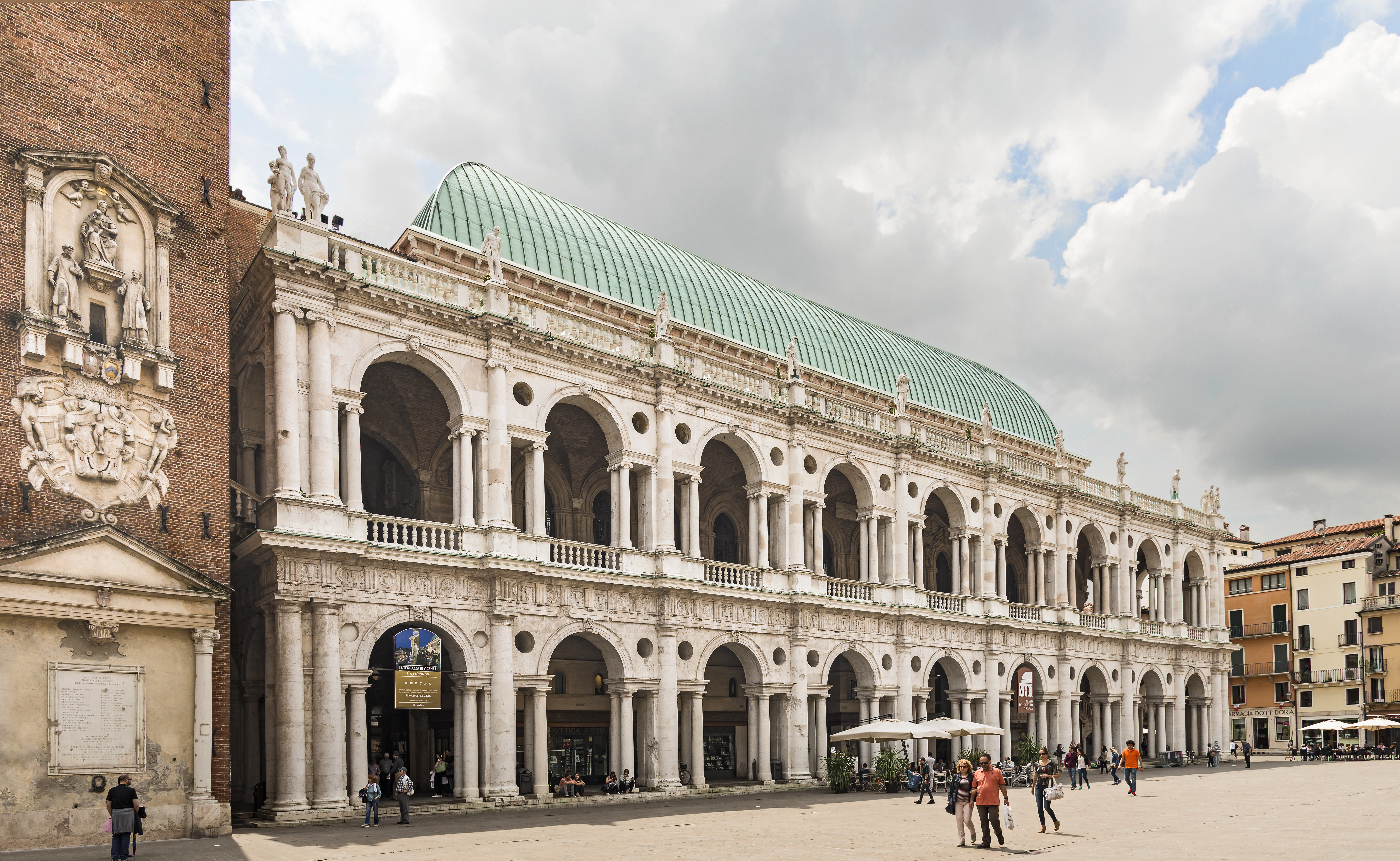
Façana de la Basilica Palladiana (començada el 1546)
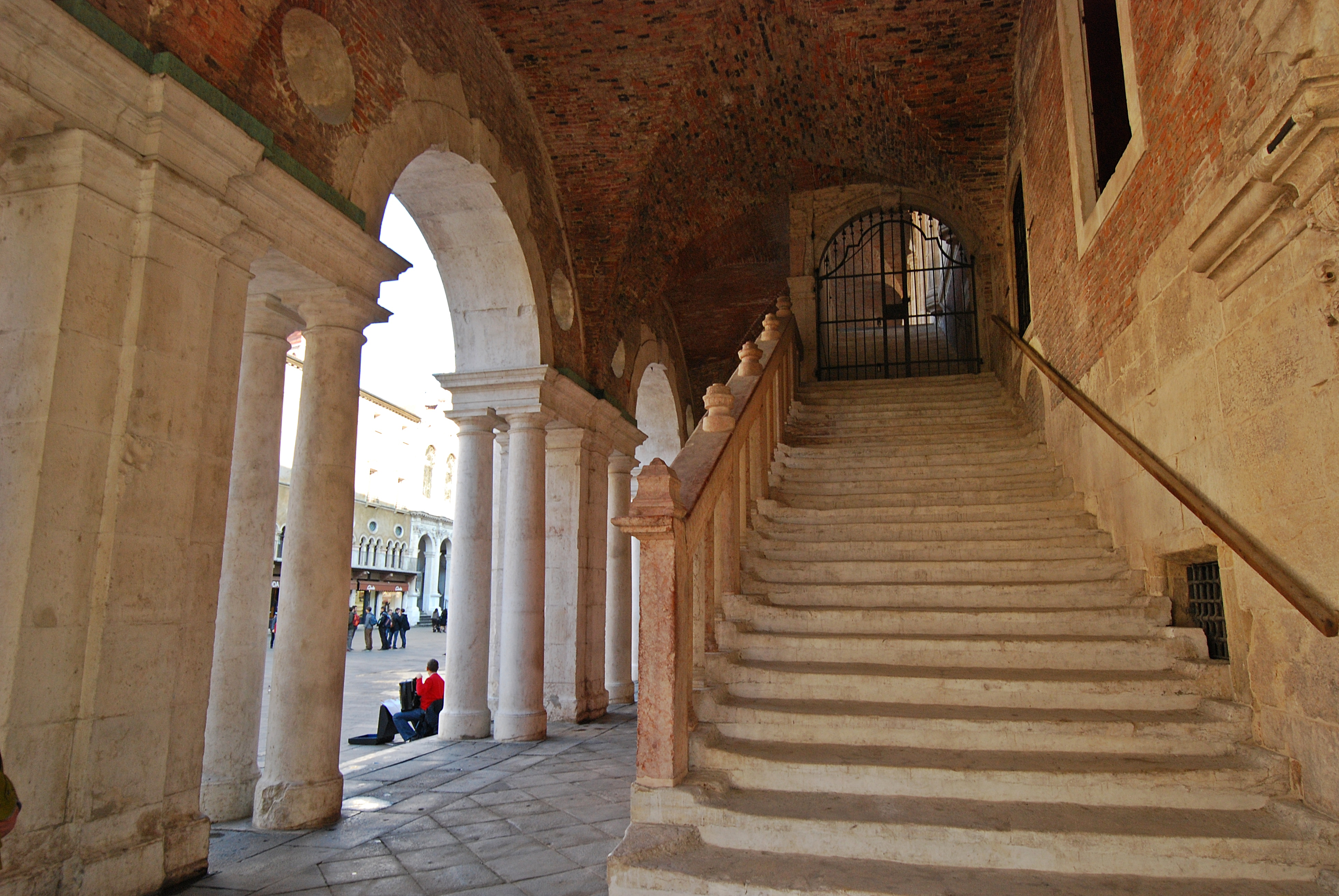
Planta baixa i escala d'entrada de la basílica Palladiana
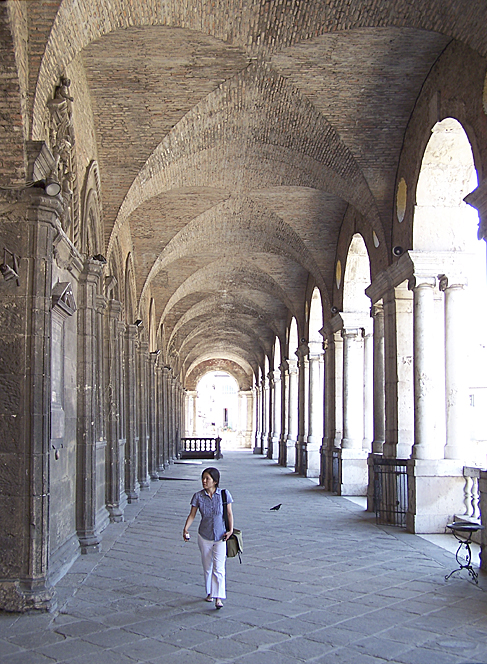
Loggia de nivell superior de la basílica Palladiana

### Variacions del palau urbà
El Palazzo Chiericati (començat el 1550) va ser un altre palau urbà, construït sobre una plaça de la ciutat prop del port de Pàdua. Va ser construït després del Palazzo della Ragione, però era molt diferent pel seu pla i decoració. La façana de dos pisos amb doble lògia estava dividida en onze espais per files de columnes dòriques, mentre que una cornisa dòrica separava el nivell inferior de la planta noble (piano nobile) més important de dalt. El plànol original de Palladio tenia el nivell superior idèntic al nivell inferior, però els propietaris volien més espai per a les cerimònies, de manera que es va avançar la secció central del piano nobile i es van col·locar finestres amb frontons decoratius, duplicant l'espai interior.
El Palazzo del Capitaniato, les oficines del governador venecià de la regió, és una variació posterior del palau urbà, construït a Vicenza, davant de la basílica Palladiana, i el millor dels seus palaus urbans tardans. Les quatre mitges columnes de maó de la façana donen un fort element de verticalitat, acuradament equilibrat per les balustrades horitzontals del piano nobile i per la cornisa sortint a la part superior. El maó vermell de les parets i les columnes i la pedra blanca de les balustrades i les bases de les columnes li donen un altre contrast. Posteriorment, a la façana se li va donar una decoració escultòrica d'estuc a l'estil Manierista, que s'ha deteriorat considerablement.

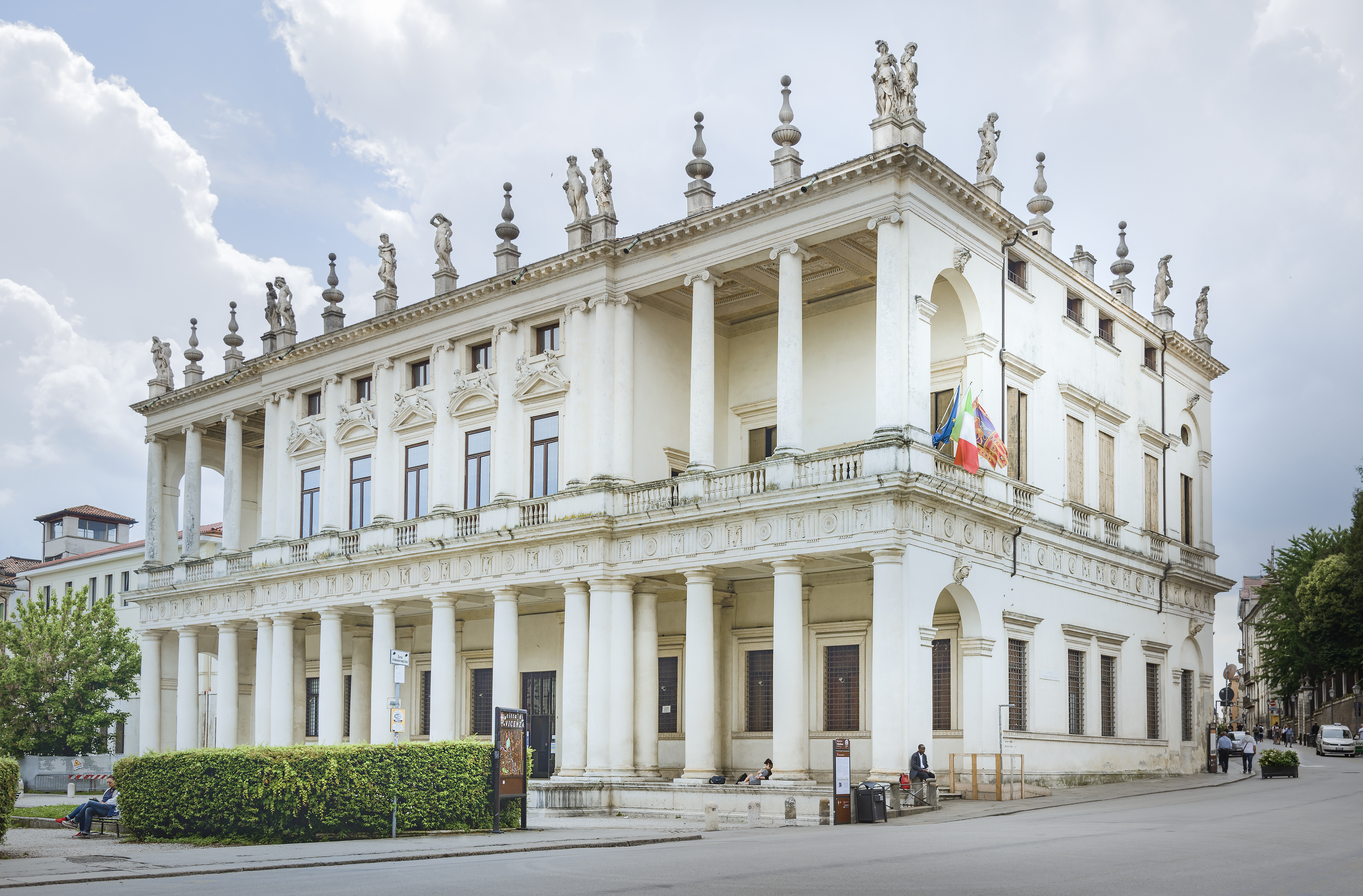
Palazzo Chiericati (1550) a Vicenza
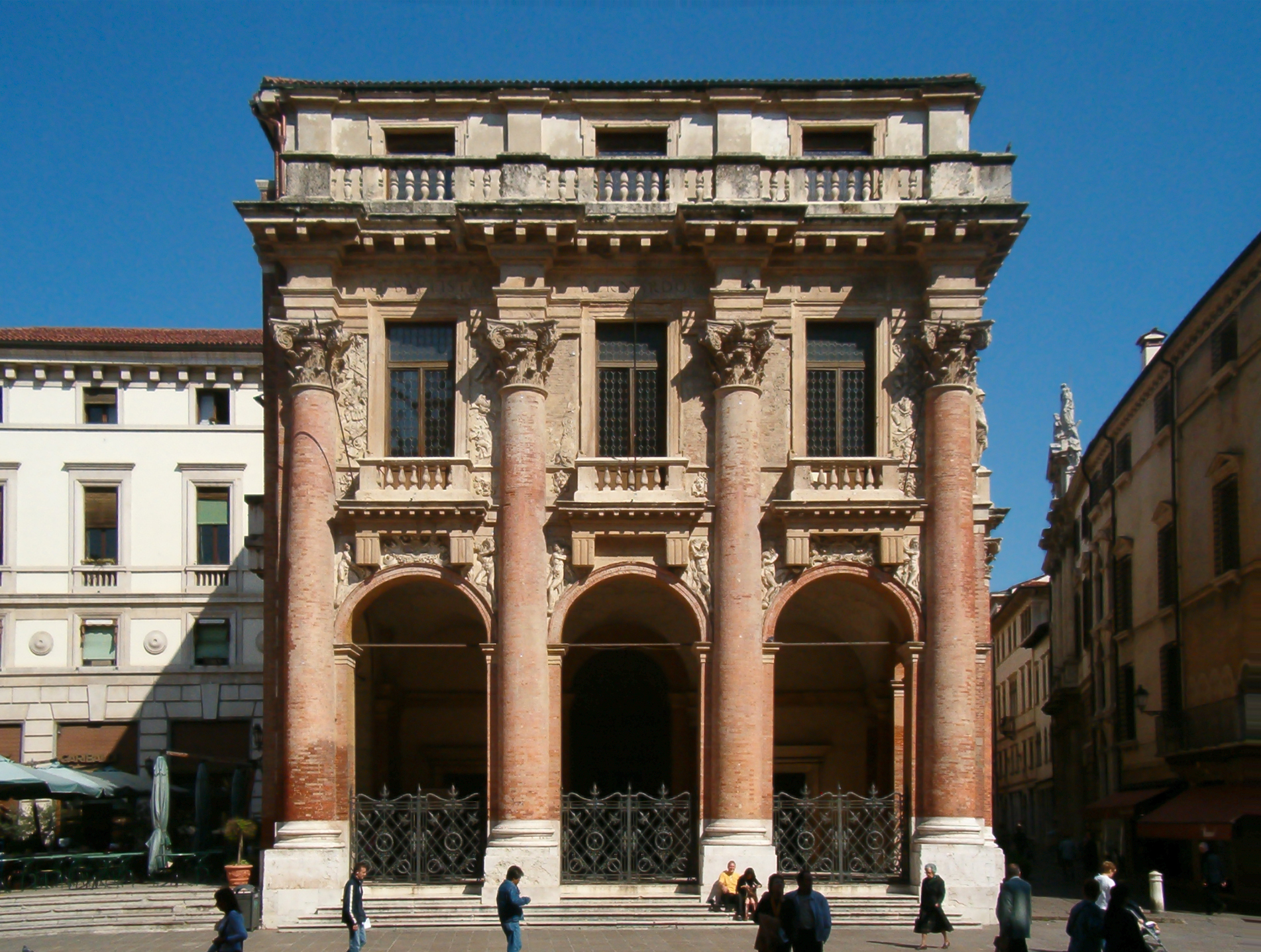
Palazzo del Capitaniato (1565-1572)

### Estudis clàssics

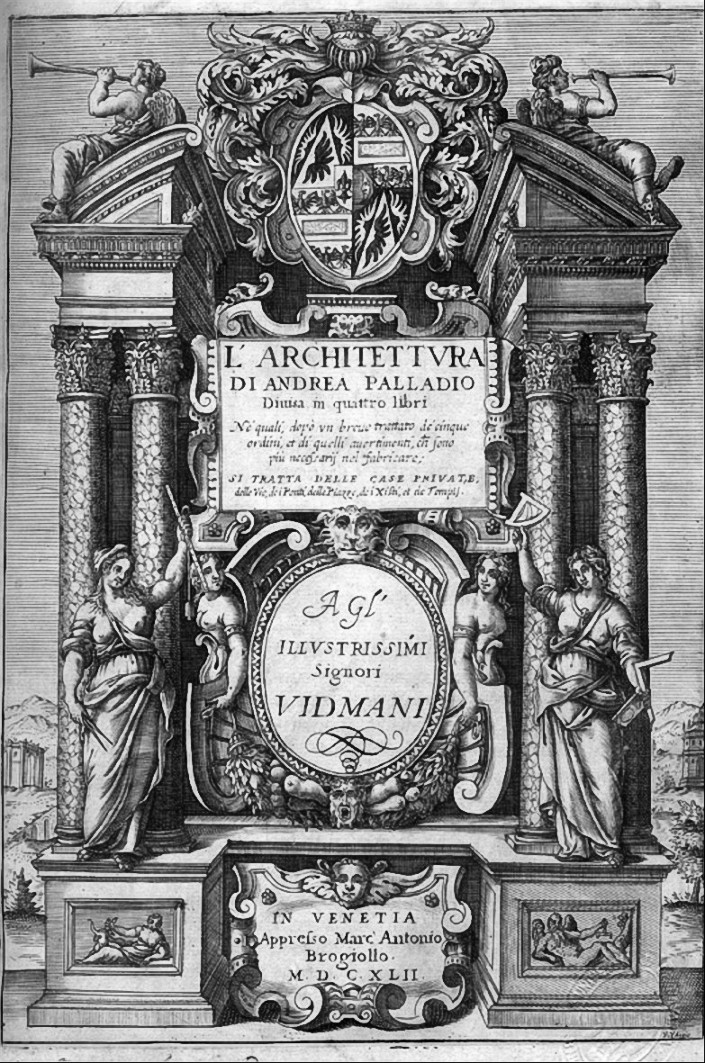
La portada de I quattro libri dell'architettura (Els quatre llibres d'arquitectura, edició de 1642)

L'èxit de la basílica Palladiana va impulsar Palladio als primers llocs dels arquitectes del nord d'Itàlia. Havia viatjat a Roma el 1549, amb l'esperança de convertir-se en arquitecte papal, però la mort del Papa Pau III va posar fi a aquesta ambició. El seu mecenes, Gian Giorgio Trissino, va morir el 1550, però el mateix any Palladio va obtenir un nou partidari, el poderós aristòcrata venecià Daniel Barbaro. A través de Barbaro es va fer conegut per les principals famílies aristocràtiques del nord d'Itàlia. A més dels Barbaro, les famílies aristocràtiques Cornaro, Foscari i Pisani van donar suport a la carrera de Palladio, mentre continuava construint una sèrie de magnífiques vil·les i palaus a Vicenza en el seu nou estil clàssic, inclòs el Palazzo Chiericati de Vicenza, la Villa Pisani, Montagnana | Villa Pisani a Montagnana, i la Villa Cornaro a Piombino Dese.
El cardenal Barbaro va portar Palladio a Roma i el va animar a publicar els seus estudis sobre l'arquitectura clàssica. El 1554 va publicar el primer d'una sèrie de llibres, "Antiguitats de Roma". Va continuar compilant i escrivint els seus estudis d'arquitectura, generosament il·lustrats, que es van publicar en forma completa el 1570 com a I quattro libri dell'architettura (‘Els quatre llibres d'arquitectura‘) a Venècia. Aquests llibres, reimpresos en diferents llengües i molt difosos per Europa, van confirmar la seva reputació com la figura més influent de la renovació de l'arquitectura clàssica, una reputació que només va continuar creixent després de la seva mort.

### Vil·les rústiques-suburbanes
El tipus de vila inventada per Palladio a la Vil·la Cornaro (començada el 1553), situada a Piombino Dese, prop de Pàdua, era una barreja de villa rustica (casa de camp), dissenyada per a la vida rural, i una vila suburbana, dissenyada per entretenir i impressionar. La distinció entre les dues parts s'expressava clarament en l'arquitectura. El bloc central és gairebé quadrat, amb dues ales baixes. La façana posterior que dona al jardí té una àmplia galeria o terrassa coberta, sostinguda per columnes independents, tant a la planta baixa com a sobre del piano nobile. La façana frontal que dona a la carretera té el mateix pla però amb lògies més estretes. El vestíbul de les Quatre Columnes, el gran saló, es podia accedir per una gran escala des de la part davantera o posterior de la casa. Té un sostre molt alt, que crea un gran espai cúbic, i una coberta sostinguda per quatre columnes dòriques. Palladio va col·locar nínxols a les parets d'aquest saló, que més tard es van omplir d'estàtues completes dels avantpassats del propietari. Les tasques més rústiques de la casa es feien a les ales contigües.

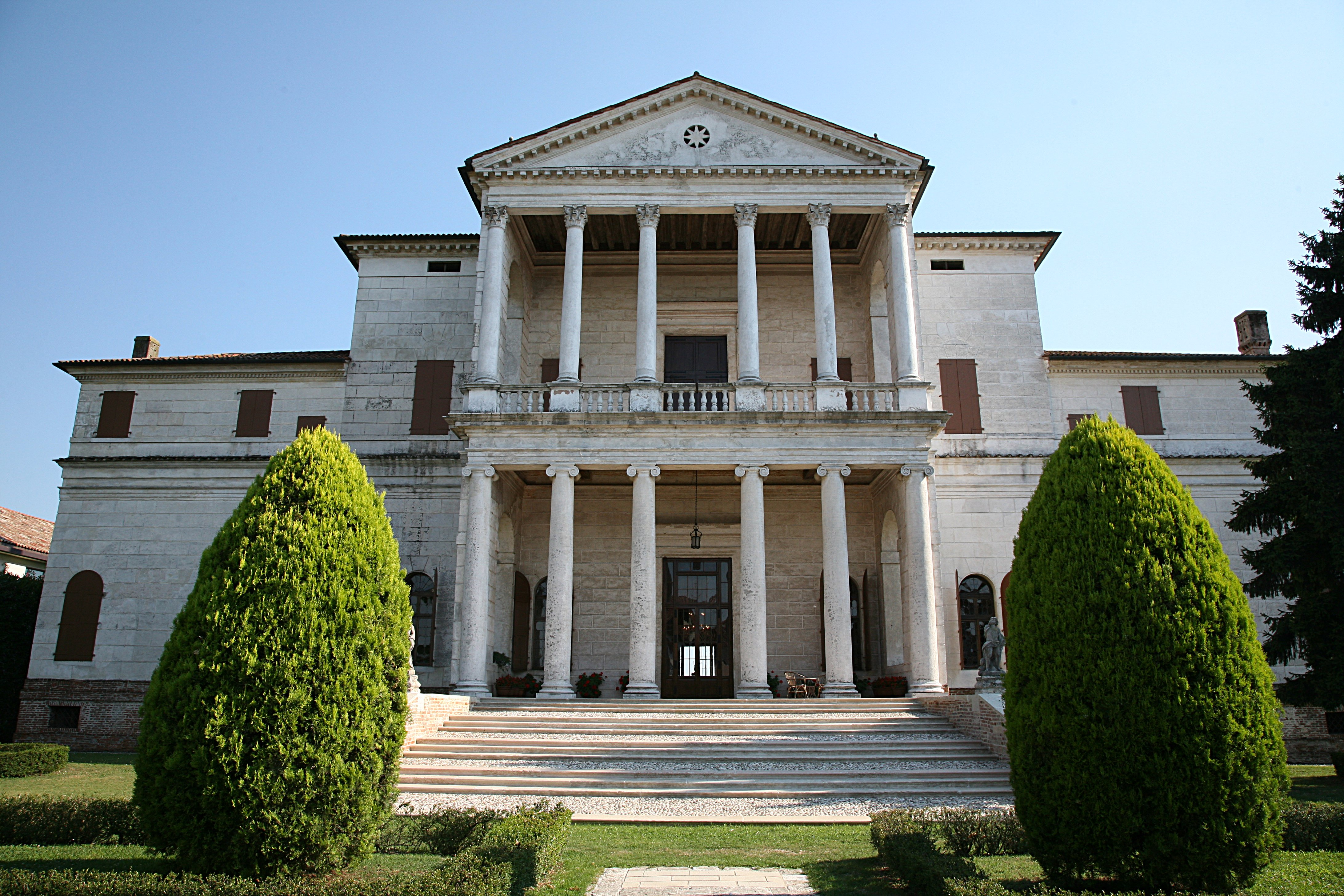
Villa Cornaro (començada el 1553) combinava la vida rústica i un imponent espai per a l'entreteniment formal
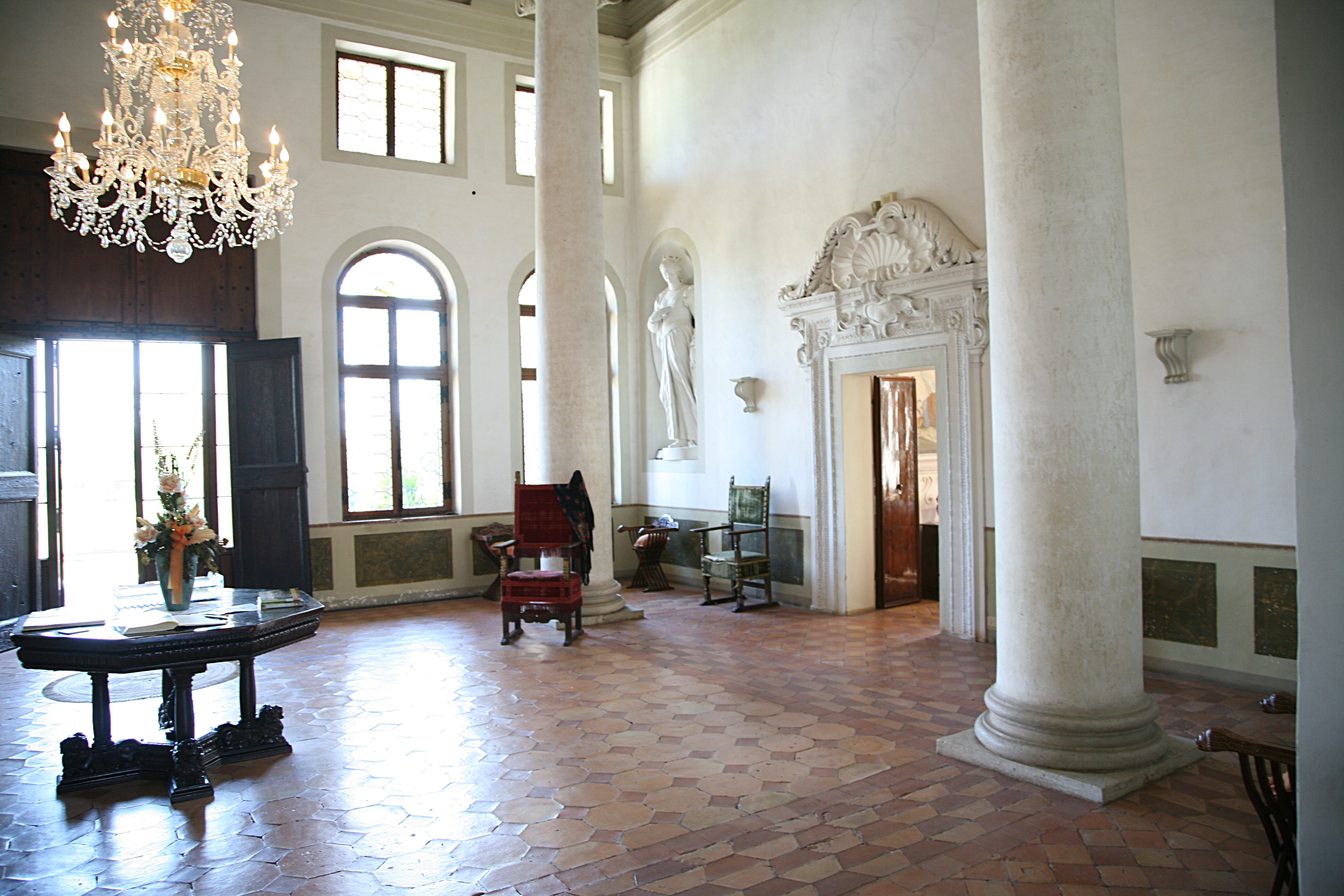
El saló de les quatre columnes
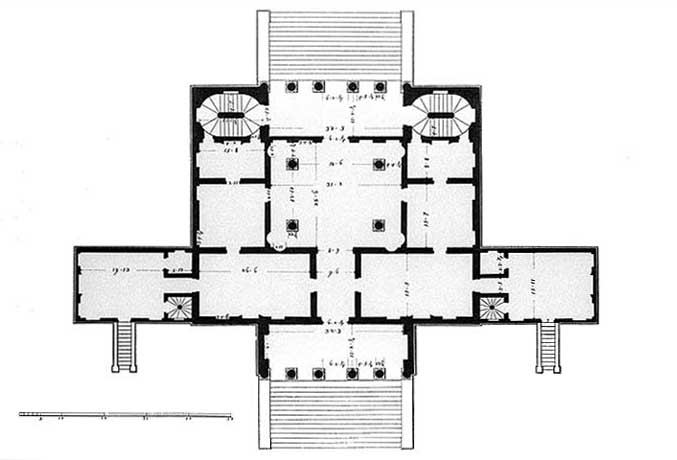
Plànol de la Villa Cornaro

### Vil·les suburbanes
La vila suburbana era un tipus particular d'edifici, una casa prop d'una ciutat dissenyada principalment per entretenir-se. Villa Barbaro (començada el 1557) a Maser era una imponent vil·la suburbana, construïda per als germans Marcantonio i Daniel Barbaro, que es dedicaven respectivament a la política i als assumptes religiosos al Vèneto, la regió de Venècia. La llarga façana estava perfectament equilibrada. L'interior, seguint les professions dels germans, tenia motius tant clàssics com religiosos. El vestíbul central, "El saló de l'Olimp" a la planta baixa, estava decorat amb déus i deesses romanes, però al pujar les escales, el llarg pis superior tenia forma de creu i predominen les imatges cristianes. La vila també compta amb una sèrie de frescos i pintures al sostre remarcables de Paolo Veronese que combinen temes mítics amb escenes de la vida quotidiana. Darrere de la vil·la, Palladio va crear un notable nimfeu, o font romana, amb estàtues dels déus i deesses dels principals rius d'Itàlia.
La vila suburbana més famosa construïda per Palladio va ser la Villa Capra, coneguda també per «La Rotonda», no lluny de Vicenza, iniciada el 1566 pel comte Paolo Almerico, el canonge dels papes Pius IV i Pius V. El lloc es troba en un suau turó boscós, amb vistes al camp en totes direccions. La vil·la és perfectament simètrica, amb quatre façanes idèntiques amb pòrtics al voltant del centre de la cúpula. L'alçada de la base és exactament l'alçada de les golfes i l'amplada de cada pòrtic exactament la meitat de la longitud de la façana. Els frescos interiors van ser pintats per Ludovico Dorigny entre 1680 i 1687, i no formaven part del pla de Palladio. L'edifici va tenir una influència especial, particularment a Anglaterra i els Estats Units, on va inspirar edificis "neopaladianistes" com el castell de Mereworth (1724) a Kent i el Monticello de Thomas Jefferson a Virgínia (1772).

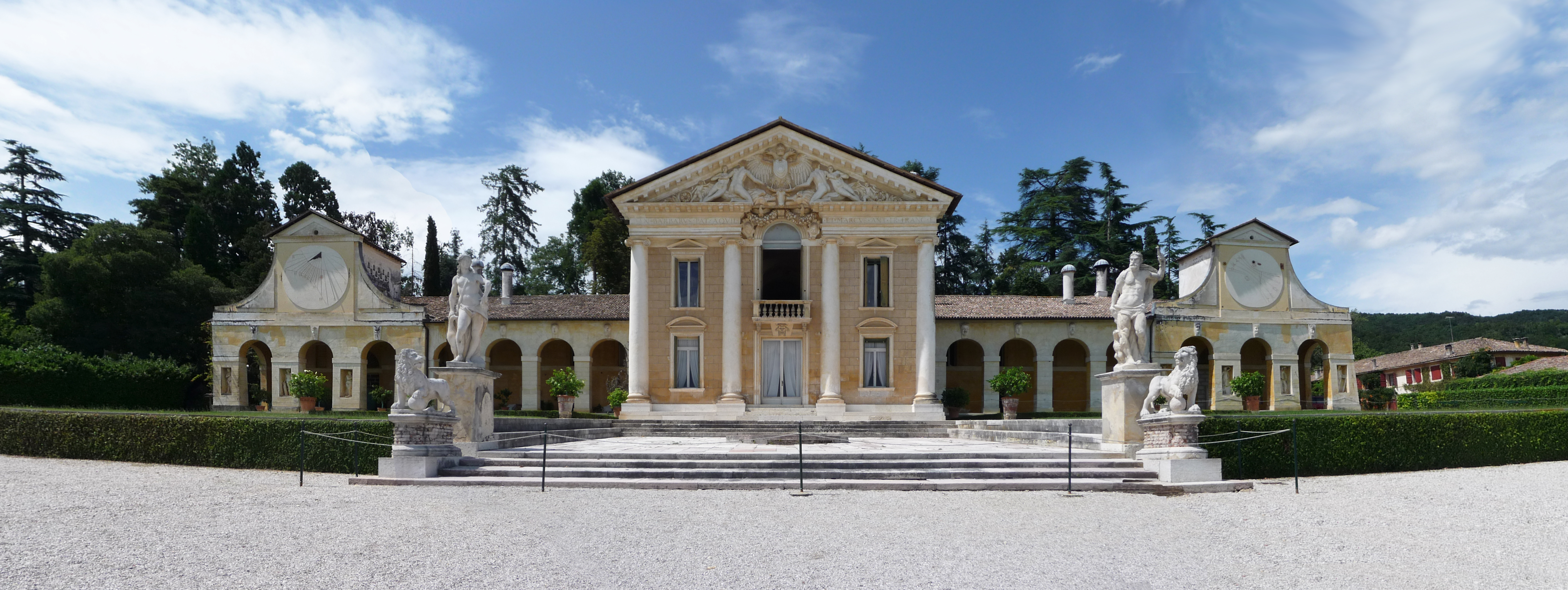
La Villa Barbaro a Maser (començada el 1557)
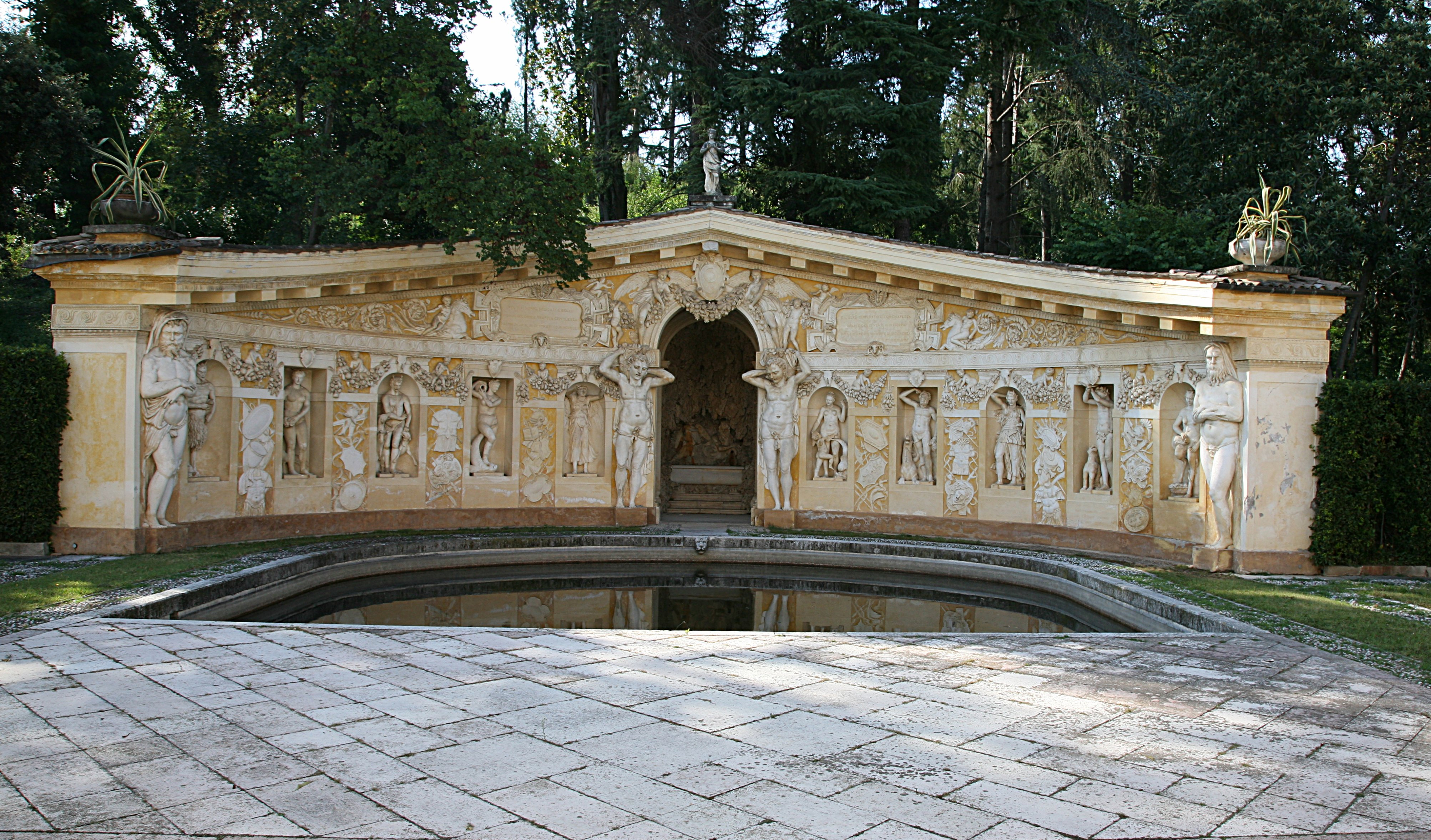
El nimfeu de la Villa Barbaro
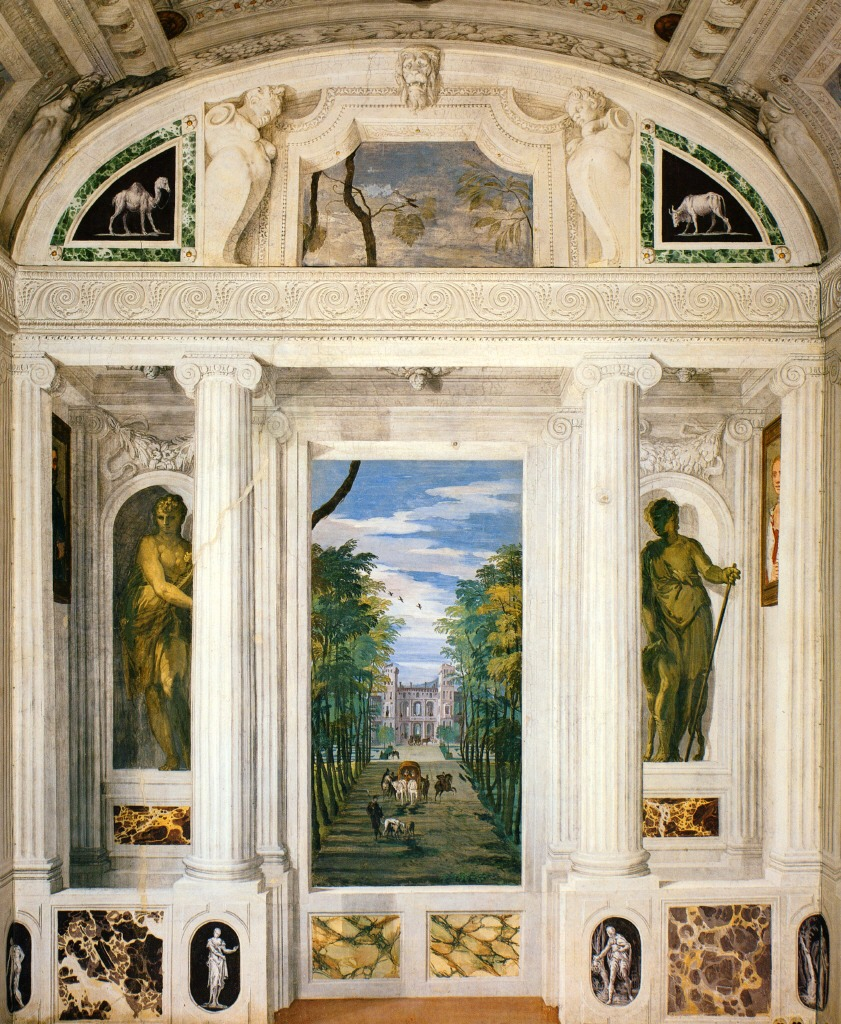
Detall del Saló de l'Olimp, amb frescos de Paolo Veronese
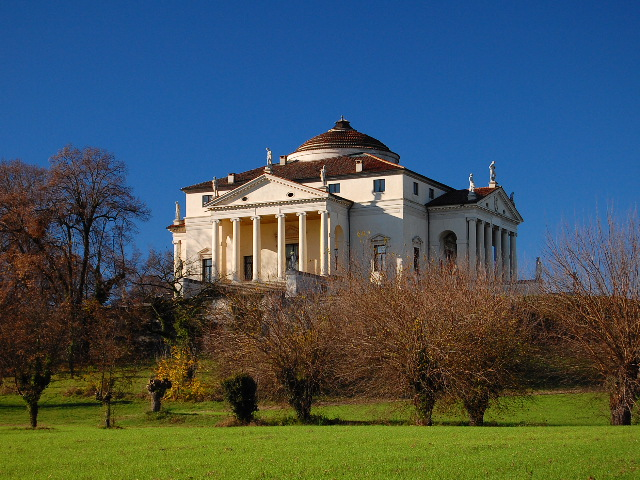
Villa Capra "La Rotonda" (començada el 1566)
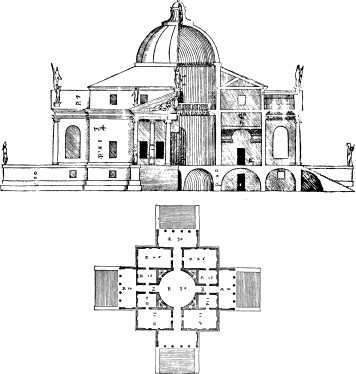
El plànol de Palladio d'una vil·la a I quattro libri dell'architettura, 1570

Villa Foscari, també coneguda com "La Malcontenta" pel nom del poble proper a Venècia on es troba, dona a la Riviera del Brenta i per aquest motiu, a diferència de les seves altres vil·les, està orientada al sud, cap al canal. La vil·la està situada sobre una gran base i el pòrtic central està flanquejat per dues escales. Els límits superior i inferior del piano nobile estan clarament indicats a la façana per unes bandes de pedra vermelloses més fosques. La mateixa vora vermellosa perfila el frontó sobre el pòrtic i les golfes, i apareix a la façana posterior. En una altra sortida de les vil·les tradicionals, les portes d'entrada condueixen directament al saló principal. El saló té una paret virtual de vidre al voltant de la porta de la façana sud. L'exterior i l'interior estan íntimament integrats; els mateixos elements clàssics posseeixen la façana, les columnes i els frontons, i reapareixen a l'interior, decorats amb murals de trompe-l'œil a les parets i al sostre.

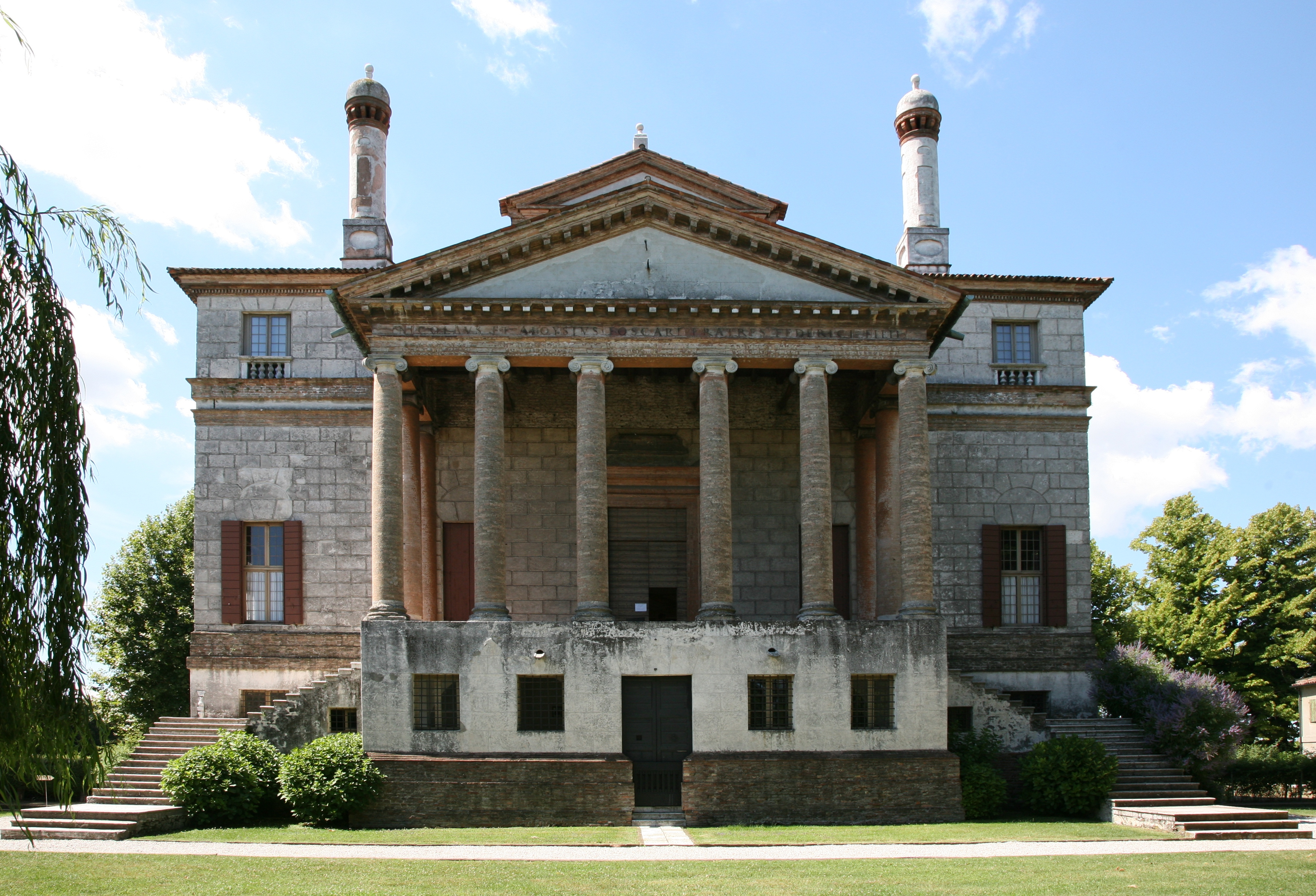
Façana nord de Villa Foscari, mirant cap al canal de Brenta
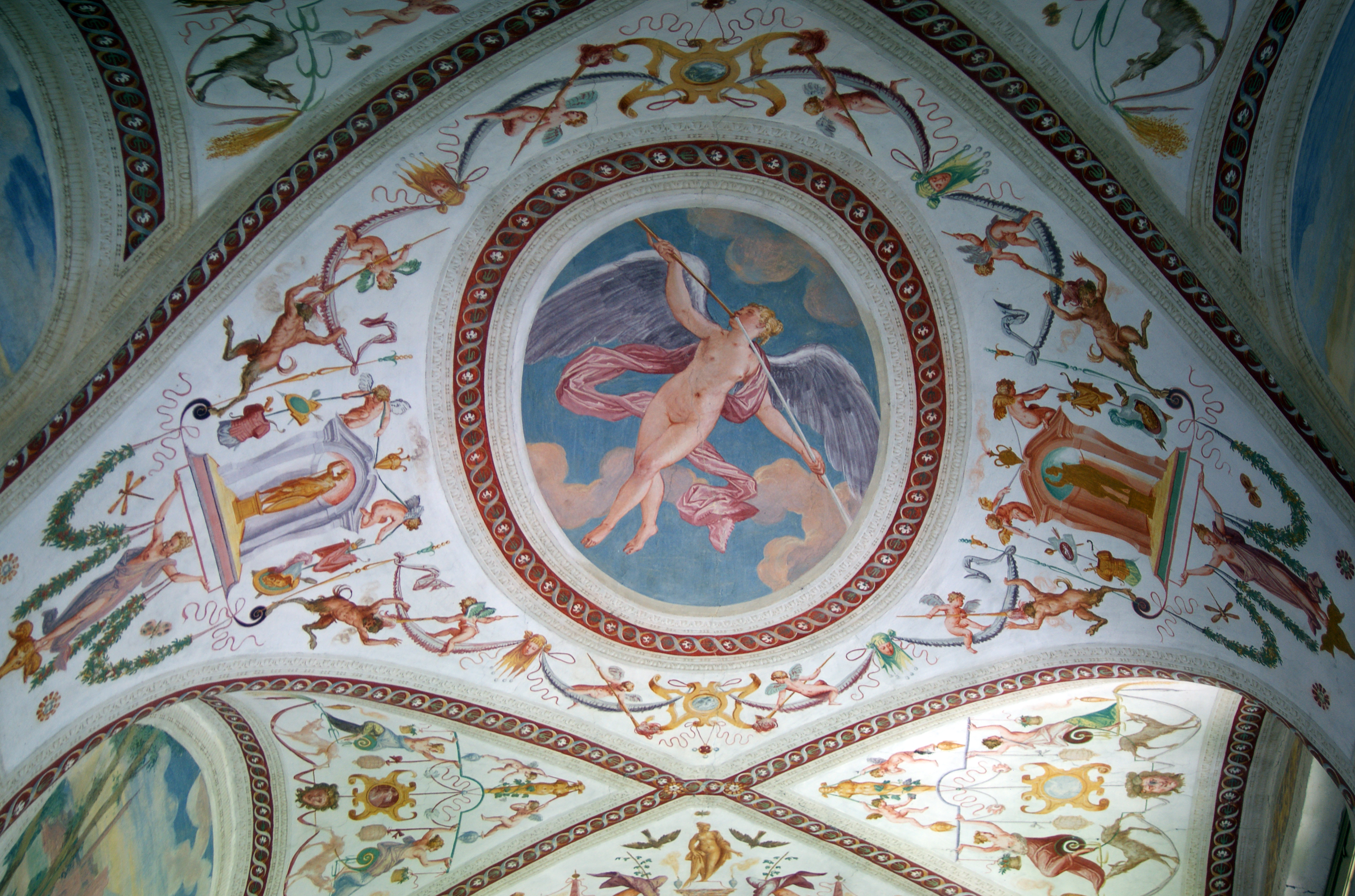
Decoració interior de grotesques al sostre del saló de Villa Foscari
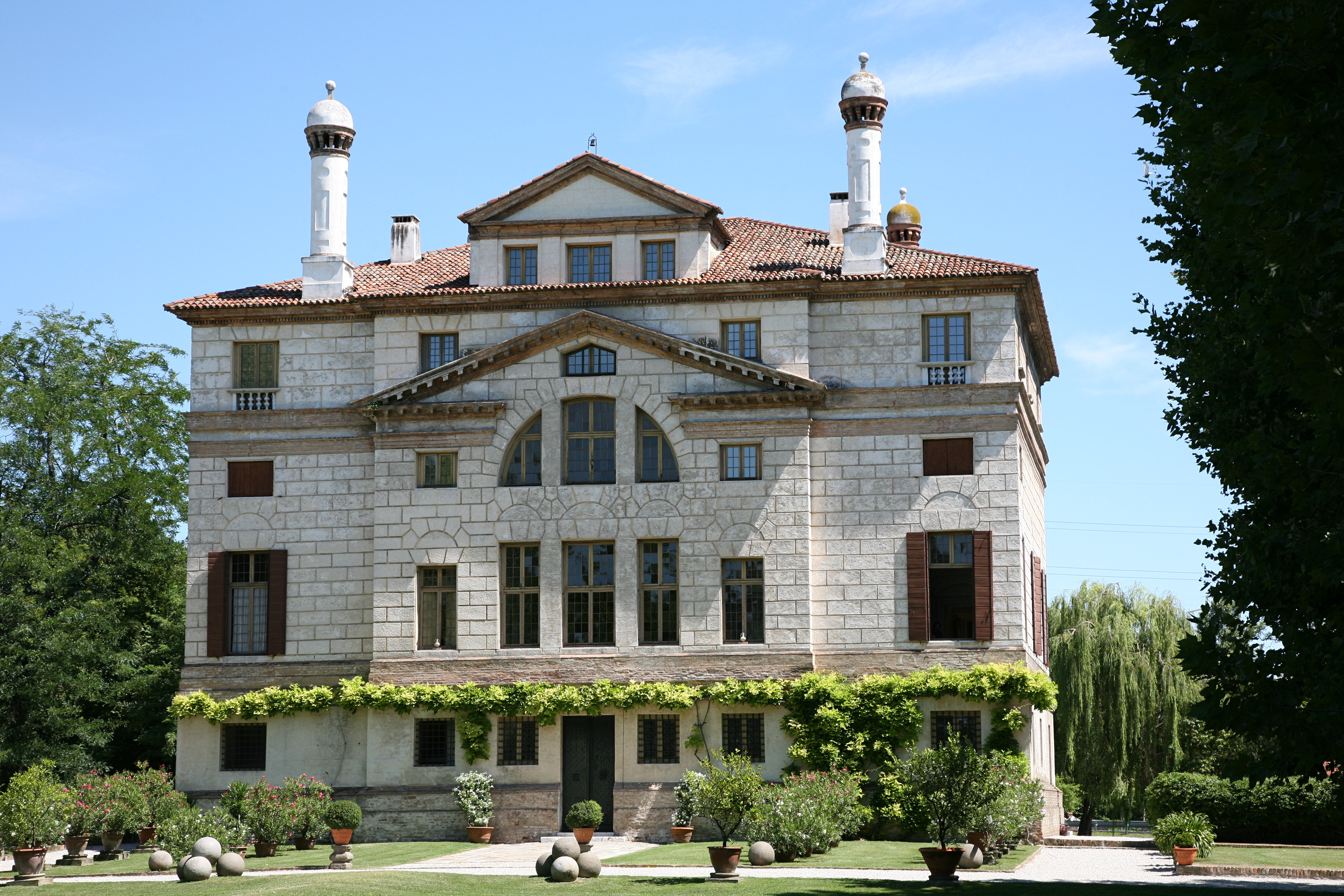
Façana sud de Villa Foscari, amb els grans finestrals que il·luminen el saló principal

### Esglésies
Daniel Barbaro i el seu germà petit Marcantonio van introduir Palladio a Venècia, on va desenvolupar el seu propi estil d'arquitectura religiosa, diferent i igual d'original que el de les seves vil·les. El seu primer projecte a Venècia fou el claustre de l'església de Santa Maria della Carità (1560–61), seguit del refectori i després l'interior del monestir de San Giorgio (1560-1562), el seu estil era bastant sever en comparació amb la fastuositat tradicional de l'arquitectura del Renaixement venecià. Més tard, el monestir de San Giorgio va rebre una nova façana dissenyada per Vincenzo Scamozzi (1610), que la va integrar més estretament en l'horitzó venecià. L'interior rigorós i perfectament equilibrat original és l'obra original de Palladio. El 1570, va ser nomenat formalment "Proto della Serenissima" (arquitecte en cap de la República de Venècia), seguint Jacopo Sansovino.

### Darrera església
L'església Tempieto Barbaro, construïda al final de la seva vida, és una de les seves obres més assolides. Es va començar el 1580 com a addició a la Villa Barbaro a Maser. Uneix dues formes clàssiques, un cercle i una creu grega. La façana presenta un pòrtic clàssic particularment imponent, com el del Panteó de Roma, situat abans de dos campanars alts, abans que una cúpula encara més alta, que cobreix l'església mateixa. L'efecte és atreure la mirada cap amunt, nivell per nivell. Dins de l'esglèsia, l'interior circular està envoltat per vuit mitges columnes i fornícules amb estàtues. Una balustrada oberta recorre la part superior de la paret interior, ocultant la base de la mateixa cúpula, fent que sembli que la cúpula està suspesa a l'aire. Aquesta idea seria adoptada sovint en les esglésies barroques posteriors. Assoleix un equilibri perfecte entre el cercle i la creu, i els elements horitzontals i verticals, tant a la façana com a l'interior.

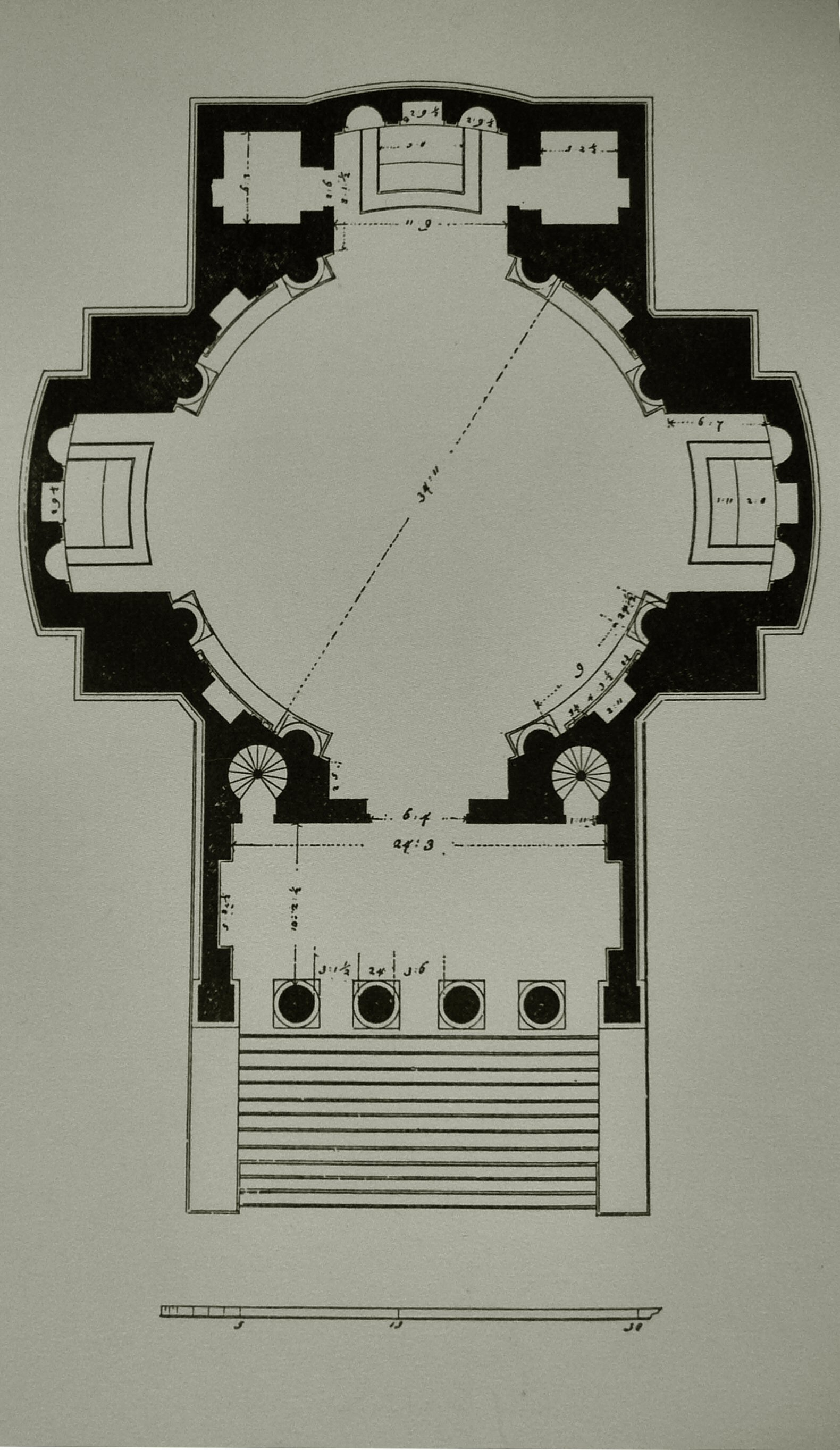
Pla d'Ottavio Bertotti Scamozzi
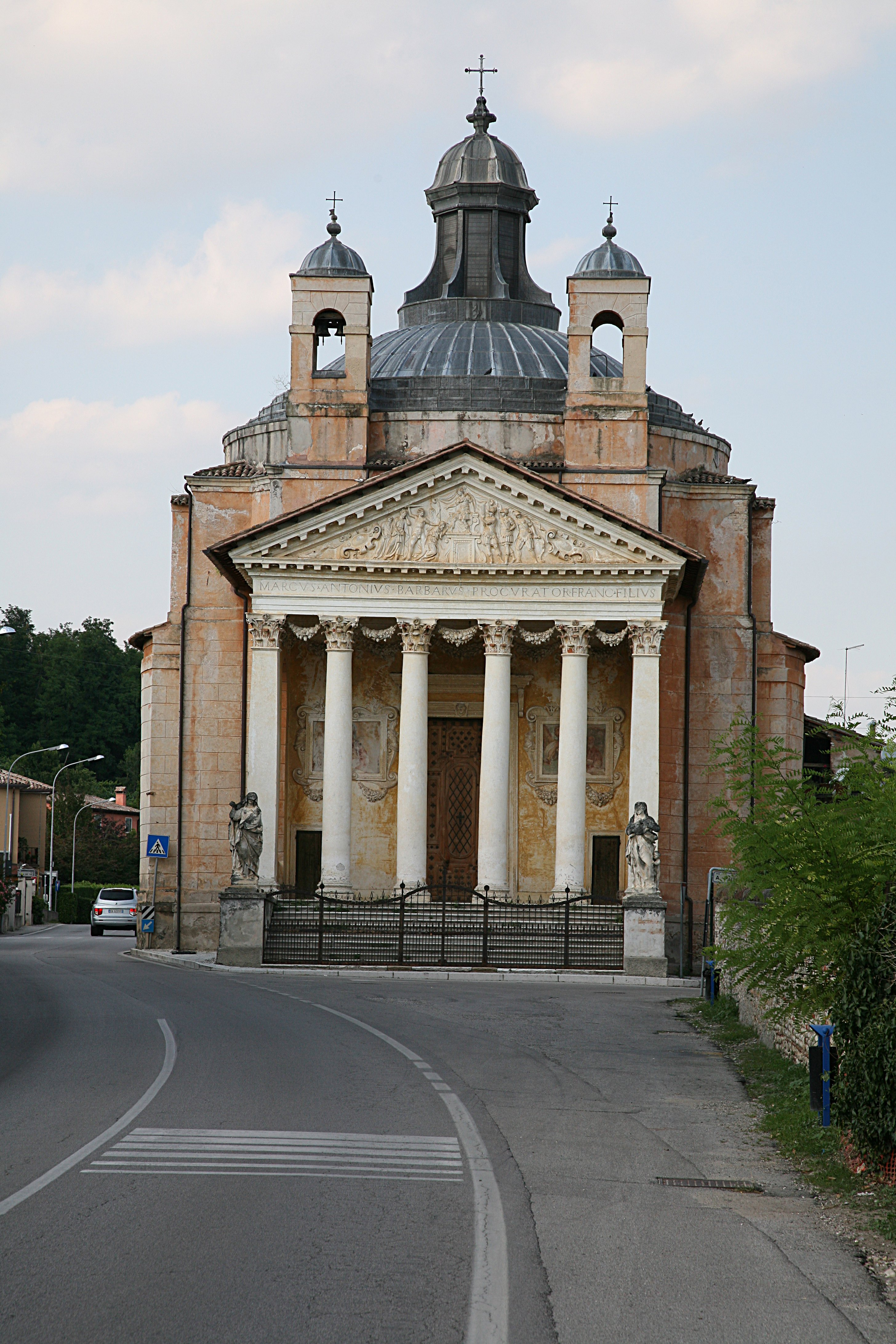
Façana del Tempietto Barbaro
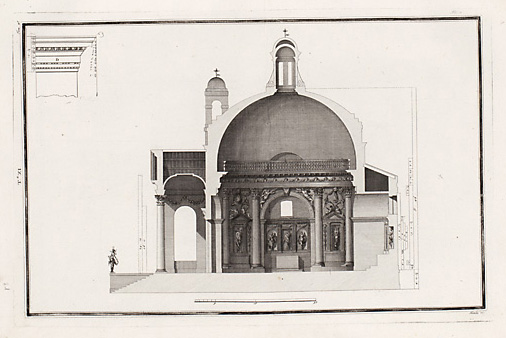
Secció del Tempietto Barbaro, dibuixada per Scamozzi (1783)

### Darrer treball
La seva última obra és el Teatro Olimpico de la Piazza Matteotti de Vicenza, construït per a les produccions teatrals de la Societat Olímpica de Vicenza, de la qual Palladio era membre. Se li va demanar que produís un disseny i un model, i la construcció va començar el febrer de 1580. La paret posterior de l'escenari tenia la forma d'un enorme arc de triomf dividit en tres nivells i tres portals a través dels quals podien aparèixer i desaparèixer els actors. Aquest mur estava luxosament decorat amb columnes i nínxols plens d'estatuàries. La vista a través dels arcs donava la il·lusió de mirar pels carrers clàssics. El sostre pintat va ser dissenyat per donar la il·lusió de seure sota un cel obert. Darrere l'hemicicle dels seients Palladio va col·locar una fila de columnes corínties.
Palladio va morir el 19 d'agost de 1580, poc després de començar les obres. Va ser completat, amb diverses modificacions, per Vincenzo Scamozzi i inaugurat el 1584 amb una representació de la tragèdia Èdip Rei de Sòfocles.

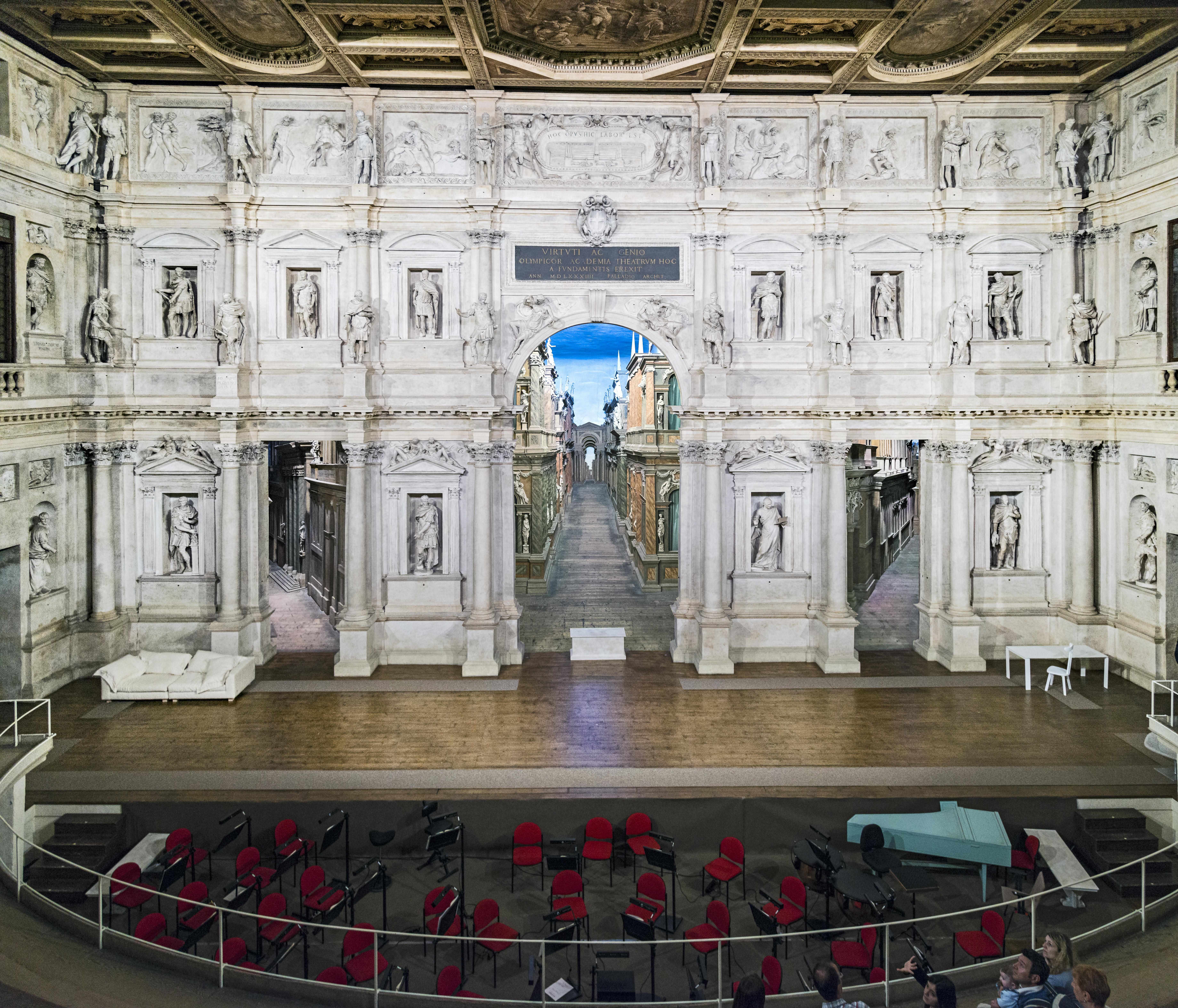
Escenari amb escenografia dissenyada per Vincenzo Scamozzi, que va completar el teatre després de la mort de Palladio
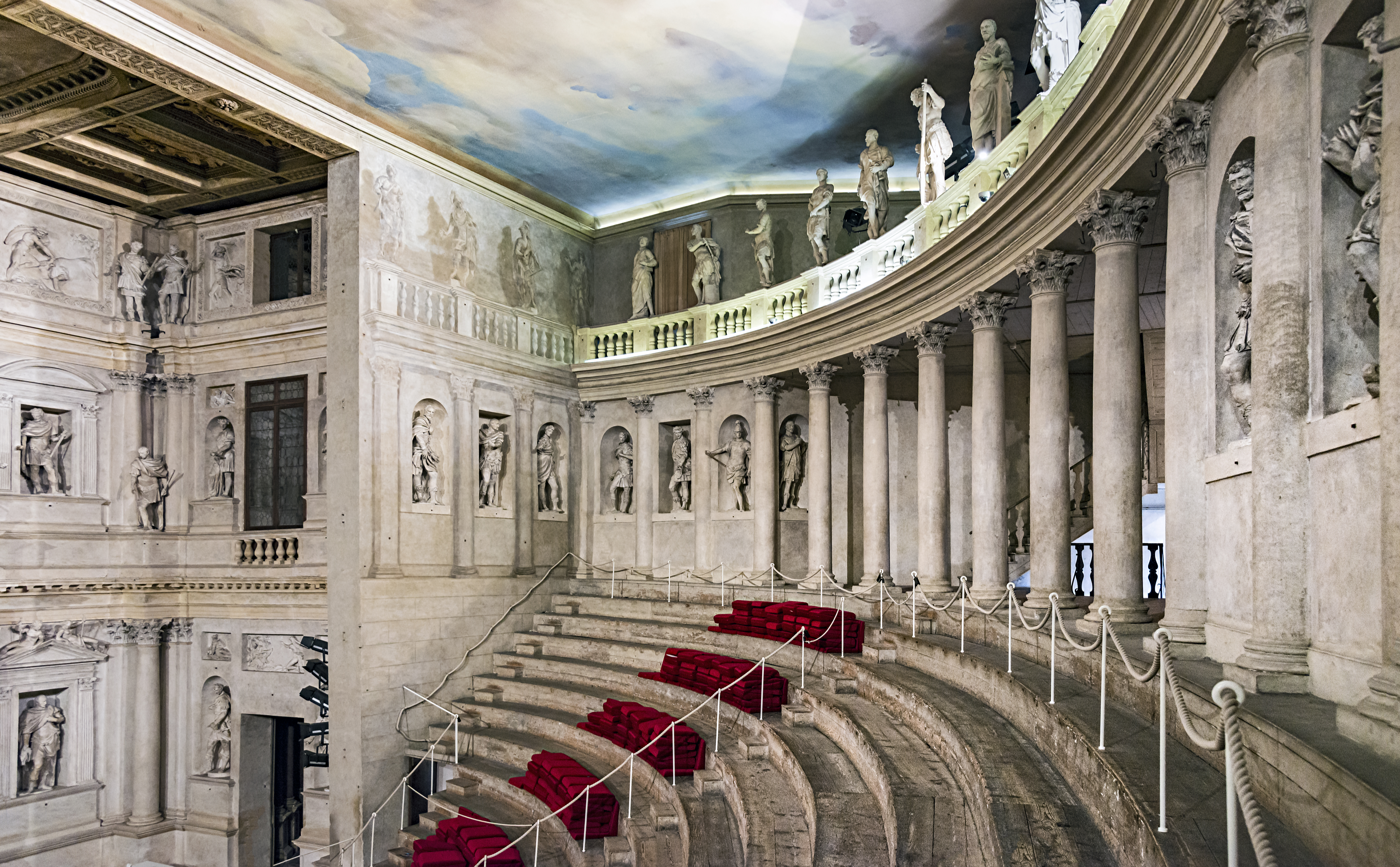
Escenari i seients de la seva última obra, el Teatro Olimpico (1584)

## Obra construïda

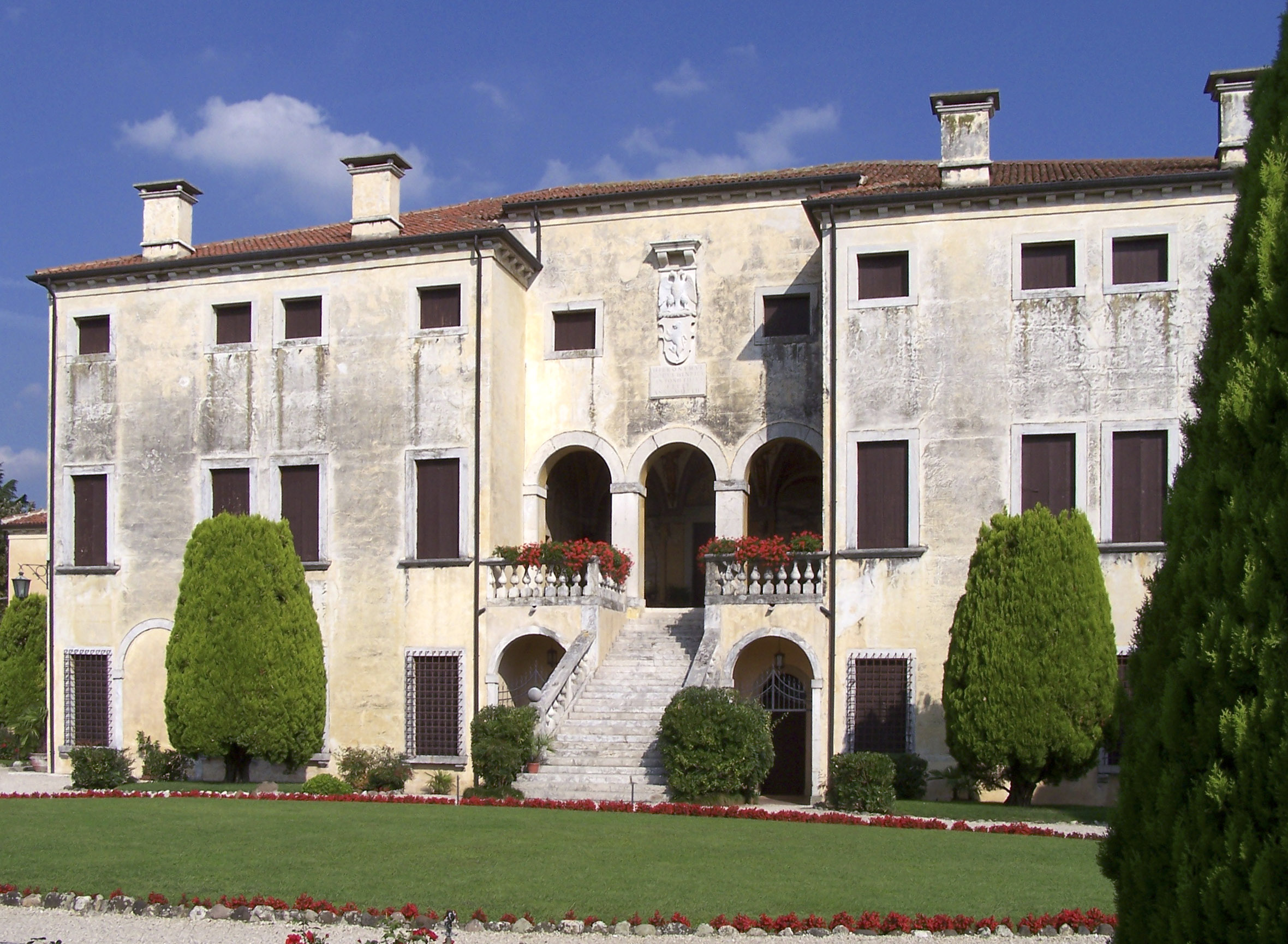
Façana de la Villa Godi.

Nota: la data es refereix a la concepció de l'obra, no necessàriament a l'inici de les obres
- 1531: Portal de l'Església di Santa Maria dei Servi, Vicenza.
- 1534: Villa Trissino a Cricoli, Vicenza (amb Gian Giorgio Trissino).
- 1537-1542: Villa Godi (per a Girolamo, Pietro i Marcantonio Godi), Lonedo di Lugo di Vicenza.
- Atribuït entorn de l'any 1539: Villa Piovene, Lonedo di Lugo di Vicenza.
- 1540-1542 (dates imprecises): Palazzo Civena, Vicenza
- Atribuït a Palladio, entorn dels anys 1540-1566: Palazzo Poiana, Vicenza.
- 1542-1556 (dates imprecises): Palazzo Thiene, Vicenza (probablement sobre un projecte de Giulio Romano).
- 1542: Villa Gazzotti (per a Taddeo Gazzotti), Bertesina, Vicenza.
- Entorn de l'any 1542: Villa Caldogno (per a Losco Caldogno), Caldogno (Vicenza).
- 1542: Villa Pisani (per a Vettore, Marco i Daniele Pisani), Bagnolo di Lonigo (Vicenza).

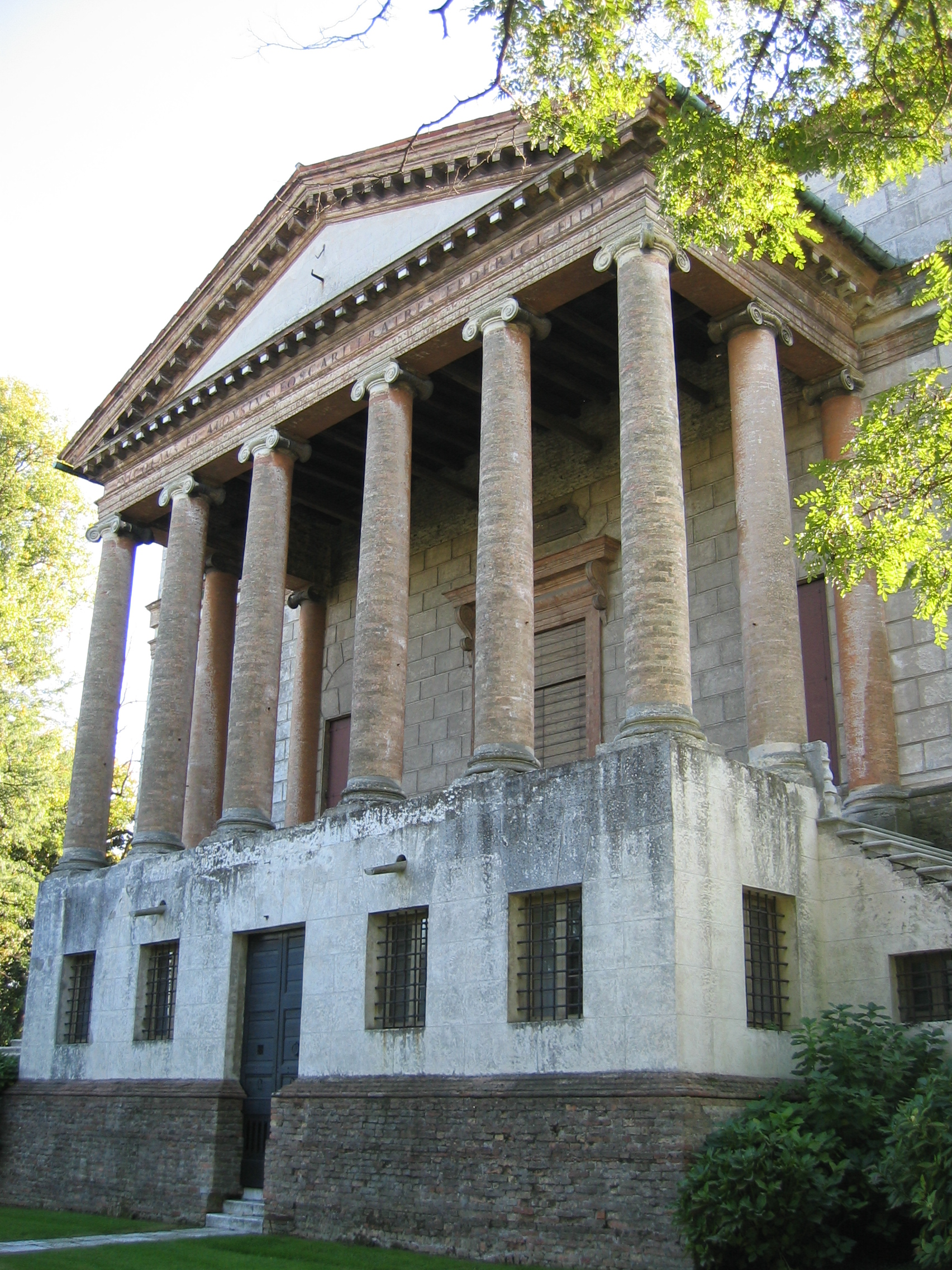
Façana vers el riu de La Malcontenta.

- 1542: Villa Thiene (per a Marcantonio i Adriano Thiene), Quinto Vicentino (probablement modificació d'un projecte de Giulio Romano).
- 1543: Villa Saraceno (per a Biagio Saraceno), Final di Agugliaro.
- 1544-1552 (dates imprecises): Palazzo Porto (per a Iseppo de Porti), Vicenza.
- 1546-1549: Logia del Palazzo della Ragione (Basílica Palladiana), Vicenza (completada pòstuma el 1614)
- 1546-1563 (dates imprecises): Villa Pojana (per a Bonifacio Pojana), Pojana Maggiore
- Entorn de l'any 1546: Villa Contarini, Piazzola sul Brenta (Pàdua).
- 1547: Villa Arnaldi (per a Vincenzo Arnaldi), Meledo di Sarego (incompleta).
- 1548: Villa Angarano, Bassano del Grappa.
- 1550-1557: Palazzo Chiericati (per a Girolamo Chiericati), Vicenza (completat pòstum el 1680 (data imprecisa).
- 1550: Villa Chiericati (per a Giovanni Chiericati), Vancimuglio di Grumolo delle Abbadesse (completada pòstuma el 1584 per Domenico Groppino).
- 1551-1553: Villa Capra anomenada La Rotonda (per a Paolo Almerico), Vicenza (completada de manera pòstuma entre 1580 i 1591 per Vincenzo Scamozzi). Aquest és l'edifici més famós de Palladio.[20]
- 1552: Villa Cornaro (per Giorgio Cornaro), Piombino Dese.
- 1552 (data imprecisa): Villa Pisani (per a Francesco Pisani), Montagnana.
- 1554-1563: Villa Badoer anomenada La Badoera (per a Francesco Badoer), Fratta Polesine (Rovigo).
- Atribuït entorn de l'any 1554: Villa Porto (per a Paolo Porto), Vivaro di Dueville.

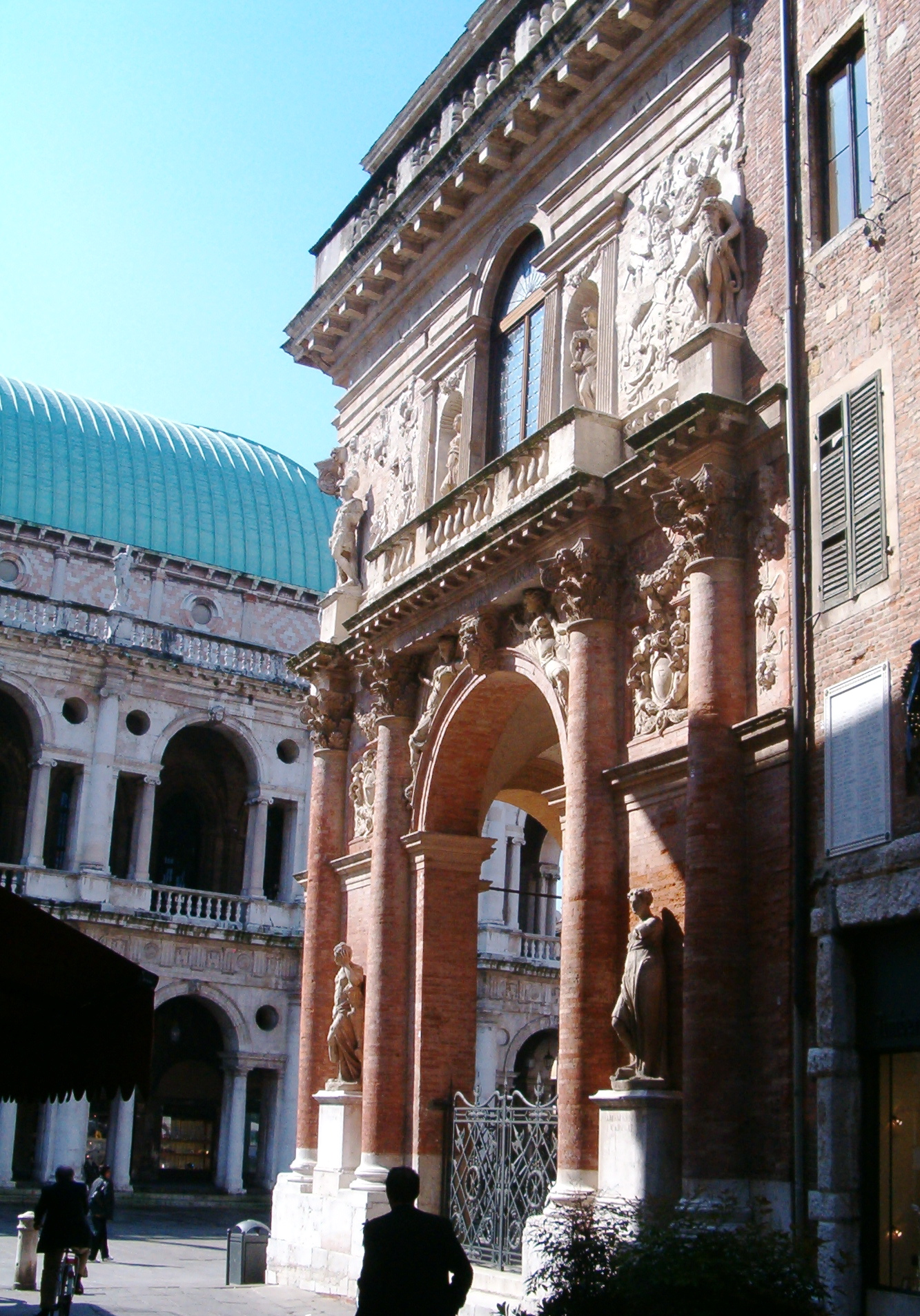
Façana de la Loggia del Capitanio i de la Basílica Palladiana.

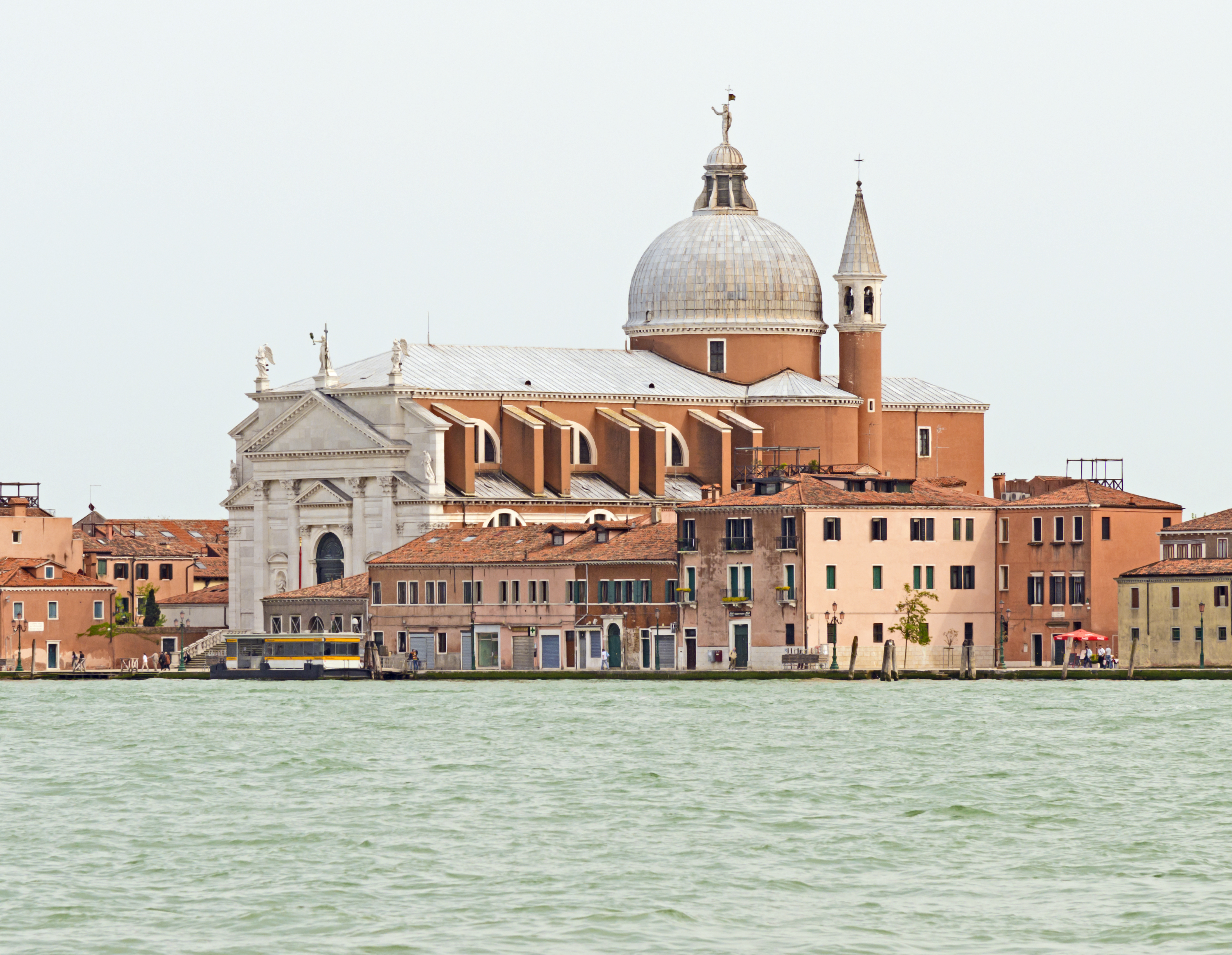
Església del Redemptor.

- 1554: Villa Barbaro (per a Daniel e Marcantonio Barbaro), Maser (Treviso)
- 1554 (data imprecisa): Villa Zeno (per a Marco Zeno), Donegal di Cessalto.
- 1556: Arco Bollani, Udine.
- 1556 (data imprecisa): Palazzo Antonini, Udine (alterat per diverses intervencions posteriors).
- 1556: Barchessa di Villa Thiene, Cicogna di Villafranca Padovana.
- 1557: Villa Repeta, Campiglia dei Berici (destruïda per un incendi, fou reconstruïda en altre emplaçament).
- 1555 (data imprecisa): Palazzo dalla Torre, Verona (realitzat parcialment. Fou destruït, en part, per un bombardeig l'any 1945.
- 1558: façana per la Basílica de San Pietro di Castello, Venècia (acabada pòstumament).
- 1558: Villa Emo (per a Leonardo Emo), Fanzolo di Vedelago
- 1558: cúpula de la Cattedral de Vicenza, Vicenza (reconstruïda després de la Segona Guerra Mundial).
- 1559: Villa Foscari anomenada La Malcontenta, Malcontenta di Mira.
- Atribuït entorn de l'any 1559: Casa Cogollo (per a Pietro Cogollo), coneguda com la Casa del Palladio, Vicenza.
- 1560-1563 (dates imprecises): claustre dels xipressos i refectori del Monestir de San Giorgio Maggiore, Venècia.
- 1560: Convent de la Caritat, Venezia (realitza únicament el claustre i l'atri. Destruït el 1630 en un incendi).
- 1560: Palazzo Schio (per a Bernardo Schio), Vicenza.
- 1563 (data imprecisa): portal lateral de la Cattedral de Vicenza.
- 1563 (data imprecisa): Villa Valmarana, Lisiera di Bolzano Vicentino.
- 1564: façana de l'Església de San Francesco della Vigna, Venècia.
- Projecte atribuït a Palladio, entorn de l'any 1564: Palazzo Pretorio, Cividale del Friuli.
- 1565: Església del Monestir de San Giorgio Maggiore, Venècia (conclusa postuma entre el 1607 i el 1611 amb una façana diferent).
- 1565: Teatro de fusta en el pati del de la Caritat, Venècia (destruït el 1570 en un incendi).
- 1565: Loggia del Capitanio, Vicenza.
- 1565: Palazzo Valmarana (per a Isabella Nogarola Valmarana), Vicenza.
- 1565: Villa Serego (per a Marcantonio Serègo), Santa Sofia di Pedemonte (Verona).
- 1565 (data imprecisa): Villa Forni Cerato (per a Girolamo Forni), Montecchio Precalcino.
- 1567 (data imprecisa): Barchesse di Villa Trissino, Meledo di Sarego.
- 1568: Ponte di Bassano, Bassano del Grappa (reconstruít el 1748 i després de la Segona Guerra Mundial).
- 1569-1575: Palazzo Barbarano (per a Montano Barbarano), Vicenza
- Atribuït entorn de l'any 1569: Pont sobre Tesina, Torri di Quartesolo.
- 1570: Villa Porto (per a Iseppo Porto), Molina di Malo.
- 1571: Palazzo Porto a la piazza Castello, Vicenza (incomplet; parcialment completat el 1615 per Vincenzo Scamozzi).
- 1572 (data imprecisa): Palazzo Thiene, Vicenza.
- 1574-1577: Intervenció en les sales del Palazzo Ducale, Venècia.
- 1574: estudi per la façana de la Basilica de San Petronio, Bolònia.
- 1576 (data imprecisa): Capella Valmarana (per a Isabella Nogarola Valmarana) dins l'església de Santa Corona, Vicenza.
- 1577: Església del Redemptor, Venècia.
- Projecte atribuït a Palladio, entorn de l'any 1578: Església de Santa Maria Nova, Vicenza (completat pòstum el 1590).
- 1579: Porta Gemona, San Daniele del Friuli.
- 1580: Església de Santa Lucia, Venècia (disseny interior; enderrocada).
- 1580: Tempietto de Villa Barbaro, Maser.
- 1580: Teatro Olimpico, Vicenza (completat pòstum pel seu fill Silla, i el 1585 per Vincenzo Scamozzi per l'escena).